# Séries éliminatoires de la Coupe Stanley 2003
Année précédente Année suivante
Les séries éliminatoires de la Coupe Stanley 2003 font suite à la saison 2002-2003 de la Ligue nationale de hockey.

## Tableau récapitulatif
|  | Quarts de finale d'association | Quarts de finale d'association | Quarts de finale d'association |   |                        | Demi-finales d'association | Demi-finales d'association | Demi-finales d'association |  |   | Finales d'association | Finales d'association | Finales d'association |  |    | Finale de la Coupe Stanley | Finale de la Coupe Stanley | Finale de la Coupe Stanley |
|  |                                |                                |                                |   |                        |                            |                            |                            |  |   |                       |                       |                       |  |    |                            |                            |                            |
|  | 1                              | Ottawa                         | 4                              |   |                        |                            |                            |                            |  |   |                       |                       |                       |  |    |                            |                            |                            |
|  | 8                              | New York                       | 1                              |   |                        |                            |                            |                            |  |   |                       |                       |                       |  |    |                            |                            |                            |
|  | 8                              | New York                       | 1                              |   | 1                      | Ottawa                     | 4                          |                            |  |   |                       |                       |                       |  |    |                            |                            |                            |
|  |                                |                                |                                |   | 1                      | Ottawa                     | 4                          |                            |  |   |                       |                       |                       |  |    |                            |                            |                            |
|  |                                | 4                              | Flyers de Philadelphie         | 2 |                        |                            |                            |                            |  |   |                       |                       |                       |  |    |                            |                            |                            |
|  | 2                              | 4                              | Flyers de Philadelphie         | 2 | New Jersey             | 4                          |                            |                            |  |   |                       |                       |                       |  |    |                            |                            |                            |
|  | 2                              |                                |                                |   | New Jersey             | 4                          |                            |                            |  |   |                       |                       |                       |  |    |                            |                            |                            |
|  | 7                              | Boston                         | 1                              |   |                        |                            |                            |                            |  |   |                       |                       |                       |  |    |                            |                            |                            |
|  | 7                              | Boston                         | 1                              |   |                        |                            |                            |                            |  | 1 | Ottawa                | 3                     |                       |  |    |                            |                            |                            |
|  | Association de l'Est           |                                |                                |   |                        |                            |                            |                            |  | 1 | Ottawa                | 3                     |                       |  |    |                            |                            |                            |
|  |                                | 2                              | New Jersey                     | 4 |                        |                            |                            |                            |  |   |                       |                       |                       |  |    |                            |                            |                            |
|  | 3                              | 2                              | New Jersey                     | 4 | Tampa Bay              | 4                          |                            |                            |  |   |                       |                       |                       |  |    |                            |                            |                            |
|  | 3                              |                                |                                |   | Tampa Bay              | 4                          |                            |                            |  |   |                       |                       |                       |  |    |                            |                            |                            |
|  | 6                              | Washington                     | 2                              |   |                        |                            |                            |                            |  |   |                       |                       |                       |  |    |                            |                            |                            |
|  | 6                              | Washington                     | 2                              |   | 2                      | Devils du New Jersey       | 4                          |                            |  |   |                       |                       |                       |  |    |                            |                            |                            |
|  |                                |                                |                                |   | 2                      | Devils du New Jersey       | 4                          |                            |  |   |                       |                       |                       |  |    |                            |                            |                            |
|  |                                | 3                              | Tampa Bay                      | 1 |                        |                            |                            |                            |  |   |                       |                       |                       |  |    |                            |                            |                            |
|  | 4                              | 3                              | Tampa Bay                      | 1 | Flyers de Philadelphie | 4                          |                            |                            |  |   |                       |                       |                       |  |    |                            |                            |                            |
|  | 4                              |                                |                                |   | Flyers de Philadelphie | 4                          |                            |                            |  |   |                       |                       |                       |  |    |                            |                            |                            |
|  | 5                              | Toronto                        | 3                              |   |                        |                            |                            |                            |  |   |                       |                       |                       |  |    |                            |                            |                            |
|  | 5                              | Toronto                        | 3                              |   |                        |                            |                            |                            |  |   |                       |                       |                       |  | E2 | New Jersey                 | 4                          |                            |
|  |                                |                                |                                |   |                        |                            |                            |                            |  |   |                       |                       |                       |  | E2 | New Jersey                 | 4                          |                            |
|  |                                | O7                             | Anaheim                        | 3 |                        |                            |                            |                            |  |   |                       |                       |                       |  |    |                            |                            |                            |
|  | 1                              | O7                             | Anaheim                        | 3 | Dallas                 | 4                          |                            |                            |  |   |                       |                       |                       |  |    |                            |                            |                            |
|  | 1                              |                                |                                |   | Dallas                 | 4                          |                            |                            |  |   |                       |                       |                       |  |    |                            |                            |                            |
|  | 8                              | Edmonton                       | 2                              |   |                        |                            |                            |                            |  |   |                       |                       |                       |  |    |                            |                            |                            |
|  | 8                              | Edmonton                       | 2                              |   | 1                      | Dallas                     | 2                          |                            |  |   |                       |                       |                       |  |    |                            |                            |                            |
|  |                                |                                |                                |   | 1                      | Dallas                     | 2                          |                            |  |   |                       |                       |                       |  |    |                            |                            |                            |
|  |                                | 7                              | Anaheim                        | 4 |                        |                            |                            |                            |  |   |                       |                       |                       |  |    |                            |                            |                            |
|  | 2                              | 7                              | Anaheim                        | 4 | Détroit                | 0                          |                            |                            |  |   |                       |                       |                       |  |    |                            |                            |                            |
|  | 2                              |                                |                                |   | Détroit                | 0                          |                            |                            |  |   |                       |                       |                       |  |    |                            |                            |                            |
|  | 7                              | Anaheim                        | 4                              |   |                        |                            |                            |                            |  |   |                       |                       |                       |  |    |                            |                            |                            |
|  | 7                              | Anaheim                        | 4                              |   |                        |                            |                            |                            |  | 6 | Minnesota             | 0                     |                       |  |    |                            |                            |                            |
|  | Association de l'Ouest         |                                |                                |   |                        |                            |                            |                            |  | 6 | Minnesota             | 0                     |                       |  |    |                            |                            |                            |
|  |                                | 7                              | Anaheim                        | 4 |                        |                            |                            |                            |  |   |                       |                       |                       |  |    |                            |                            |                            |
|  | 3                              | 7                              | Anaheim                        | 4 | Colorado               | 3                          |                            |                            |  |   |                       |                       |                       |  |    |                            |                            |                            |
|  | 3                              |                                |                                |   | Colorado               | 3                          |                            |                            |  |   |                       |                       |                       |  |    |                            |                            |                            |
|  | 6                              | Minnesota                      | 4                              |   |                        |                            |                            |                            |  |   |                       |                       |                       |  |    |                            |                            |                            |
|  | 6                              | Minnesota                      | 4                              |   | 4                      | Vancouver                  | 3                          |                            |  |   |                       |                       |                       |  |    |                            |                            |                            |
|  |                                |                                |                                |   | 4                      | Vancouver                  | 3                          |                            |  |   |                       |                       |                       |  |    |                            |                            |                            |
|  |                                | 6                              | Minnesota                      | 4 |                        |                            |                            |                            |  |   |                       |                       |                       |  |    |                            |                            |                            |
|  | 4                              | 6                              | Minnesota                      | 4 | Vancouver              | 4                          |                            |                            |  |   |                       |                       |                       |  |    |                            |                            |                            |
|  | 4                              |                                |                                |   | Vancouver              | 4                          |                            |                            |  |   |                       |                       |                       |  |    |                            |                            |                            |
|  | 5                              | Saint-Louis                    | 3                              |   |                        |                            |                            |                            |  |   |                       |                       |                       |  |    |                            |                            |                            |

## Détails des matchs

### Quarts de finale d'association

#### Ottawa contre New York
Ottawa gagne la série 4–1 .
| 9 avril | Ottawa | 0-3 (0-2, 0-1, 0-0) | New York | Centre Corel 18 273 spectateurs |

| Feuille de match | Feuille de match | Feuille de match | Feuille de match | Feuille de match                                                       |
| ---------------- | ---------------- | ---------------- | --- | ---------------------------------------------------------------------- |
|                  |                  | 0-1 0-2 0-3      | Scatchard (Hamrlík, Niinimaa) — 7 min 59 s Iachine (Robitaille, Hamrlík) — 11 min 35 s Bates (Aucoin, Blake) — 29 min 6 s (SN) | Arbitrage : Marc Joannette Bill McCreary Pierre Champoux Kevin Collins |
| Patrick Lalime   | Gardiens         | Garth Snow       | | Arbitrage : Marc Joannette Bill McCreary Pierre Champoux Kevin Collins |
| 14 min           | Pénalités        | 20 min           | | Arbitrage : Marc Joannette Bill McCreary Pierre Champoux Kevin Collins |
| 25               | Tirs             | 34               | | Arbitrage : Marc Joannette Bill McCreary Pierre Champoux Kevin Collins |

| 12 avril | Ottawa | 3-0 (2-0, 1-0, 0-0) | New York | Centre Corel 18 500 spectateurs |

| Feuille de match | Feuille de match                                                                                                 | Feuille de match                     | Feuille de match | Feuille de match                                                        |
| ---------------- | --- | ------------------------------------ | ---------------- | ----------------------------------------------------------------------- |
|                  | Hossa (Smolinski, Chára) — 6 min 43 s Varaďa (Havlát) — 8 min 24 s Hossa (Redden, Alfredsson) — 34 min 25 s (SN) | 1-0 2-0 3-0                          |                  | Arbitrage : Paul Devorski Michael McGeough Brad Kovachik Ray Scapinello |
| Patrick Lalime   | Gardiens | Garth Snow Rick DiPietro (à 44m 57s) |                  | Arbitrage : Paul Devorski Michael McGeough Brad Kovachik Ray Scapinello |
| 25 min           | Pénalités | 52 min                               |                  | Arbitrage : Paul Devorski Michael McGeough Brad Kovachik Ray Scapinello |
| 34               | Tirs | 16                                   |                  | Arbitrage : Paul Devorski Michael McGeough Brad Kovachik Ray Scapinello |

| 14 avril | New York | 2-3 (2 pr) (2-1, 0-1, 0-0, 0-0, 0-1) | Ottawa | Nassau Veterans Memorial Coliseum 16 234 spectateurs |

| Feuille de match | Feuille de match                                                                      | Feuille de match    | Feuille de match | Feuille de match                                               |
| ---------------- | ------------------------------------------------------------------------------------- | ------------------- | --- | -------------------------------------------------------------- |
|                  | Iachine (Kvacha, Godard) — 8 min 14 s Robitaille (Iachine, Jönsson) — 19 min 6 s (SN) | 1-0 1-1 2-1 2-2 2-3 | White (Chára) — 18 min 42 s (SN) Phillips (Smolinski, Chára) — 39 min 16 s White (Arvedson, Rachůnek) — 82 min 25 s | Arbitrage : Kerry Fraser Chris Rooney Derek Amell Brian Murphy |
| Garth Snow       | Gardiens                                                                              | Patrick Lalime      | | Arbitrage : Kerry Fraser Chris Rooney Derek Amell Brian Murphy |
| 12 min           | Pénalités                                                                             | 20 min              | | Arbitrage : Kerry Fraser Chris Rooney Derek Amell Brian Murphy |
| 32               | Tirs                                                                                  | 32                  | | Arbitrage : Kerry Fraser Chris Rooney Derek Amell Brian Murphy |

| 16 avril | New York | 1-3 (0-2, 1-1, 0-0) | Ottawa | Nassau Veterans Memorial Coliseum, 16 234 spectateurs |

| Feuille de match | Feuille de match     | Feuille de match | Feuille de match | Feuille de match                                                  |
| ---------------- | -------------------- | ---------------- | --- | ----------------------------------------------------------------- |
|                  | Aucoin — 22 min 48 s | 0-1 0-2 1-2 1-3  | Fisher (Smolinski, Hossa) — 28 s Voltchenkov (Varaďa, Havlát) — 4 min 12 s Hossa (Bonk, Alfredsson) — 28 min 1 s (SN) | Arbitrage : Dennis LaRue Bill McCreary Kevin Collins Brian Murphy |
| Garth Snow       | Gardiens             | Patrick Lalime   | | Arbitrage : Dennis LaRue Bill McCreary Kevin Collins Brian Murphy |
| 12 min           | Pénalités            | 10 min           | | Arbitrage : Dennis LaRue Bill McCreary Kevin Collins Brian Murphy |
| 22               | Tirs                 | 28               | | Arbitrage : Dennis LaRue Bill McCreary Kevin Collins Brian Murphy |

| 17 avril | Ottawa | 4-1 (1-0, 2-1, 1-0) | New York | Centre Corel 18 500 spectateurs |

| Feuille de match | Feuille de match | Feuille de match    | Feuille de match                             | Feuille de match                                                          |
| ---------------- | --- | ------------------- | -------------------------------------------- | ------------------------------------------------------------------------- |
|                  | Havlát (Bonk, Redden) — 13 min 51 s (SN) White (Redden, Alfredsson) — 31 min 5 s Bonk (Havlát) — 38 min 13 s Bonk (Varaďa) — 57 min 45 s | 1-0 1-1 2-1 3-1 4-1 | Parrish (Iachine, Aucoin) — 26 min 48 s (SN) | Arbitrage : Dan Marouelli Kelly Sutherland Pierre Champoux Ray Scapinello |
| Patrick Lalime   | Gardiens | Garth Snow          |                                              | Arbitrage : Dan Marouelli Kelly Sutherland Pierre Champoux Ray Scapinello |
| 16 min           | Pénalités | 12 min              |                                              | Arbitrage : Dan Marouelli Kelly Sutherland Pierre Champoux Ray Scapinello |
| 19               | Tirs | 32                  |                                              | Arbitrage : Dan Marouelli Kelly Sutherland Pierre Champoux Ray Scapinello |

#### New Jersey contre Boston
New Jersey gagne la série 4–1.
| 9 avril | New Jersey | 2-1 (1-0, 1-0, 0-1) | Boston | Continental Airlines Arena 15 418 spectateurs |

| Feuille de match | Feuille de match                                                                      | Feuille de match | Feuille de match                        | Feuille de match                                                  |
| ---------------- | ------------------------------------------------------------------------------------- | ---------------- | --------------------------------------- | ----------------------------------------------------------------- |
|                  | Langenbrunner (Friesen, Eliáš) — 15 min 35 s Langenbrunner (Nieuwendyk) — 31 min 38 s | 1-0 2-0 2-1      | Berard (Thornton, Murray) — 43 min 29 s | Arbitrage : Kerry Fraser Kelly Sutherland Danny McCourt Tim Nowak |
| Martin Brodeur   | Gardiens                                                                              | Steve Shields    |                                         | Arbitrage : Kerry Fraser Kelly Sutherland Danny McCourt Tim Nowak |
| 8 min            | Pénalités                                                                             | 10 min           |                                         | Arbitrage : Kerry Fraser Kelly Sutherland Danny McCourt Tim Nowak |
| 28               | Tirs                                                                                  | 27               |                                         | Arbitrage : Kerry Fraser Kelly Sutherland Danny McCourt Tim Nowak |

| 11 avril | New Jersey | 4-2 (2-1, 0-1, 2-0) | Boston | Continental Airlines Arena 18 291 spectateurs |

| Feuille de match | Feuille de match | Feuille de match        | Feuille de match                                                                      | Feuille de match                                              |
| ---------------- | --- | ----------------------- | ------------------------------------------------------------------------------------- | ------------------------------------------------------------- |
|                  | Friesen (Langenbrunner, Nieuwendyk) — 14 min 17 s Rafalski (Madden, Niedermayer) — 19 min 34 s (SN) Langenbrunner (Niedermayer, Madden) — 40 min 15 s (SN) Nieuwendyk (Langenbrunner, Friesen) — 54 min 24 s | 0-1 1-1 2-1 2-2 3-2 4-2 | Murray (Thornton, Moran) — 8 min 52 s McGillis (Stümpel, Samsonov) — 33 min 59 s (SN) | Arbitrage : Kevin Pollock Brad Watson Danny McCourt Tim Nowak |
| Martin Brodeur   | Gardiens | Steve Shields           |                                                                                       | Arbitrage : Kevin Pollock Brad Watson Danny McCourt Tim Nowak |
| 16 min           | Pénalités | 20 min                  |                                                                                       | Arbitrage : Kevin Pollock Brad Watson Danny McCourt Tim Nowak |
| 30               | Tirs | 26                      |                                                                                       | Arbitrage : Kevin Pollock Brad Watson Danny McCourt Tim Nowak |

| 13 avril | Boston | 0-3 (0-0, 0-1, 0-2) | New Jersey | FleetCenter 15 759 spectateurs |

| Feuille de match | Feuille de match | Feuille de match | Feuille de match                                                                                   | Feuille de match                                                       |
| ---------------- | ---------------- | ---------------- | -------------------------------------------------------------------------------------------------- | ---------------------------------------------------------------------- |
|                  |                  | 0-1 0-2 0-3      | Stevens (Madden) — 21 min 11 s Pandolfo (Stevens, Madden) — 52 min Madden (Pandolfo) — 58 min 54 s | Arbitrage : Marc Joannette Bill McCreary Pierre Champoux Kevin Collins |
| Jeff Hackett     | Gardiens         | Martin Brodeur   | | Arbitrage : Marc Joannette Bill McCreary Pierre Champoux Kevin Collins |
| 10 min           | Pénalités        | 6 min            | | Arbitrage : Marc Joannette Bill McCreary Pierre Champoux Kevin Collins |
| 29               | Tirs             | 22               | | Arbitrage : Marc Joannette Bill McCreary Pierre Champoux Kevin Collins |

| 15 avril | Boston | 5-1 (1-0, 2-0, 2-1) | New Jersey | FleetCenter 13 658 spectateurs |

| Feuille de match | Feuille de match | Feuille de match                             | Feuille de match          | Feuille de match                                                      |
| ---------------- | --- | -------------------------------------------- | ------------------------- | --------------------------------------------------------------------- |
|                  | Thornton (Boynton, Knuble) — 19 min 47 s (SN) McGillis (Girard, Stümpel) — 22 min 24 s (SN) McGillis (Rolston, Knuble) — 37 min 15 s Lapointe (Samsonov, Sweeney) — 41 min 45 s McInnis (Rolston) — 43 min 37 s | 1-0 2-0 3-0 3-1 4-1 5-1                      | Niedermayer — 41 min 37 s | Arbitrage : Kerry Fraser Dan O'Halloran Pierre Champoux Kevin Collins |
| Jeff Hackett     | Gardiens | Martin Brodeur Corey Schwab (à (43 min 37 s) |                           | Arbitrage : Kerry Fraser Dan O'Halloran Pierre Champoux Kevin Collins |
| 20 min           | Pénalités | 42 min                                       |                           | Arbitrage : Kerry Fraser Dan O'Halloran Pierre Champoux Kevin Collins |
| 30               | Tirs | 25                                           |                           | Arbitrage : Kerry Fraser Dan O'Halloran Pierre Champoux Kevin Collins |

| 17 avril | New Jersey | 3-0 (1-0, 0-0, 2-0) | Boston | Continental Airlines Arena 16 445 spectateurs |

| Feuille de match | Feuille de match | Feuille de match | Feuille de match | Feuille de match                                                  |
| ---------------- | --- | ---------------- | ---------------- | ----------------------------------------------------------------- |
|                  | Madden (Tverdovski) — 8 min 31 s (SN) Langenbrunner (Madden, Pandolfo) — 47 min 41 s Langenbrunner (Rafalski, Madden) — 59 min 8 s | 1-0 2-0 3-0      |                  | Arbitrage : Paul Devorski Don Koharski Brad Kovachik Brian Murphy |
| Martin Brodeur   | Gardiens | Jeff Hackett     |                  | Arbitrage : Paul Devorski Don Koharski Brad Kovachik Brian Murphy |
| 2 min            | Pénalités | 10 min           |                  | Arbitrage : Paul Devorski Don Koharski Brad Kovachik Brian Murphy |
| 31               | Tirs | 28               |                  | Arbitrage : Paul Devorski Don Koharski Brad Kovachik Brian Murphy |

#### Tampa Bay contre Washington
Tampa Bay gagne la série 4–2.
| 10 avril | Tampa Bay | 0-3 (0-1, 0-1, 0-1) | Washington | St. Pete Times Forum 20 214 spectateurs |

| Feuille de match     | Feuille de match | Feuille de match | Feuille de match                                                                                       | Feuille de match                                                        |
| -------------------- | ---------------- | ---------------- | --- | ----------------------------------------------------------------------- |
|                      |                  | 0-1 0-2 0-3      | Lang (Grier, Bondra) — 16 min 1 s Lang (Zubrus) — 37 min 57 s Nylander (Miller, Gontchar) — 41 min 2 s | Arbitrage : Dan O'Halloran Don Van Massenhoven Derek Amell Brian Murphy |
| Nikolaï Khabibouline | Gardiens         | Olaf Kölzig      | | Arbitrage : Dan O'Halloran Don Van Massenhoven Derek Amell Brian Murphy |
| 8 min                | Pénalités        | 10 min           | | Arbitrage : Dan O'Halloran Don Van Massenhoven Derek Amell Brian Murphy |
| 28                   | Tirs             | 22               | | Arbitrage : Dan O'Halloran Don Van Massenhoven Derek Amell Brian Murphy |

| 12 avril | Tampa Bay | 3-6 (1-3, 1-1, 1-2) | Washington | St. Pete Times Forum 20 053 spectateurs |

| Feuille de match     | Feuille de match | Feuille de match                    | Feuille de match | Feuille de match                                                   |
| -------------------- | --- | ----------------------------------- | --- | ------------------------------------------------------------------ |
|                      | Prospal (Sarich, St-Louis) — 11 min 48 s Modin (Boyle, Andreychuk) — 38 min 48 s Andreychuk (Richards) — 50 min 44 s | 0-1 0-2 1-2 1-3 1-4 2-4 2-5 3-5 3-6 | Jágr (Miller, Nylander) — 4 min 47 s Bondra (Jágr, Gontchar) — 7 min 22 s (SN) Jágr (Lang, Bondra) — 18 min 24 s (SN) Nylander (Gontchar, Jágr) — 21 min 39 s (SN) Bondra (Zubrus) — 43 min 9 s Grier — 59 min 18 s | Arbitrage : Kerry Fraser Kelly Sutherland Derek Amell Brian Murphy |
| Nikolaï Khabibouline | Gardiens | Olaf Kölzig                         | | Arbitrage : Kerry Fraser Kelly Sutherland Derek Amell Brian Murphy |
| 46 min               | Pénalités | 30 min                              | | Arbitrage : Kerry Fraser Kelly Sutherland Derek Amell Brian Murphy |
| 43                   | Tirs | 31                                  | | Arbitrage : Kerry Fraser Kelly Sutherland Derek Amell Brian Murphy |

| 15 avril | Washington | 3-4 (pr) (1-1, 1-1, 1-1, 0-1) | Tampa Bay | MCI Center 17 279 spectateurs |

| Feuille de match | Feuille de match | Feuille de match            | Feuille de match | Feuille de match                                                 |
| ---------------- | --- | --------------------------- | --- | ---------------------------------------------------------------- |
|                  | Zubrus (Berezine, Nylander) — 14 min 21 s (SN) Zubrus (Jágr, Johansson) — 30 min 25 s Witt (Jágr, Gontchar) — 57 min 4 s | 0-1 1-1 1-2 2-2 2-3 3-3 3-4 | Lecavalier (St-Louis) — 3 min 46 s Prospal (St-Louis, Boyle) — 23 min 44 s St-Louis (Prospal) — 51 min 13 s Lecavalier (Boyle, Andreychuk) — 62 min 29 s (SN) | Arbitrage : Dennis LaRue Bill McCreary Jean Morin Pierre Racicot |
| Olaf Kölzig      | Gardiens | Nikolaï Khabibouline        | | Arbitrage : Dennis LaRue Bill McCreary Jean Morin Pierre Racicot |
| 8 min            | Pénalités | 8 min                       | | Arbitrage : Dennis LaRue Bill McCreary Jean Morin Pierre Racicot |
| 19               | Tirs | 28                          | | Arbitrage : Dennis LaRue Bill McCreary Jean Morin Pierre Racicot |

| 16 avril | Washington | 1-3 (0-0, 1-2, 0-1) | Tampa Bay | MCI Center 15 576 spectateurs |

| Feuille de match | Feuille de match            | Feuille de match     | Feuille de match | Feuille de match                                             |
| ---------------- | --------------------------- | -------------------- | --- | ------------------------------------------------------------ |
|                  | Bondra (Doig) — 35 min 39 s | 0-1 1-1 1-2 1-3      | St-Louis (Sarich, Neckář) — 31 min 55 s St-Louis (Andreychuk) — 37 min 40 s (IN) Lecavalier (Cullimore) — 41 min 24 s | Arbitrage : Paul Devorski Tim Peel Jean Morin Pierre Racicot |
| Olaf Kölzig      | Gardiens                    | Nikolaï Khabibouline | | Arbitrage : Paul Devorski Tim Peel Jean Morin Pierre Racicot |
| 12 min           | Pénalités                   | 6 min                | | Arbitrage : Paul Devorski Tim Peel Jean Morin Pierre Racicot |
| 23               | Tirs                        | 25                   | | Arbitrage : Paul Devorski Tim Peel Jean Morin Pierre Racicot |

| 18 avril | Tampa Bay | 2-1 (1-0, 0-1, 1-0) | Washington | St. Pete Times Forum 21 324 spectateurs |

| Feuille de match     | Feuille de match                                                                         | Feuille de match | Feuille de match                      | Feuille de match                                                  |
| -------------------- | ---------------------------------------------------------------------------------------- | ---------------- | ------------------------------------- | ----------------------------------------------------------------- |
|                      | Prospal (St-Louis, Boyle) — 13 min 52 s (SN) St-Louis (Neckář, Lecavalier) — 51 min 53 s | 1-0 1-1 2-1      | Nylander (Jágr, Čiernik) — 37 min 1 s | Arbitrage : Dave Jackson Brad Watson Kevin Collins Pierre Racicot |
| Nikolaï Khabibouline | Gardiens                                                                                 | Olaf Kölzig      |                                       | Arbitrage : Dave Jackson Brad Watson Kevin Collins Pierre Racicot |
| 10 min               | Pénalités                                                                                | 8 min            |                                       | Arbitrage : Dave Jackson Brad Watson Kevin Collins Pierre Racicot |
| 22                   | Tirs                                                                                     | 23               |                                       | Arbitrage : Dave Jackson Brad Watson Kevin Collins Pierre Racicot |

| 20 avril | Washington | 1-2 (3 pr) (0-0, 1-0, 0-1, 0-0, 0-0, 0-1) | Tampa Bay | MCI Center 15 269 spectateurs |

| Feuille de match | Feuille de match                              | Feuille de match     | Feuille de match                                                                                  | Feuille de match                                                 |
| ---------------- | --------------------------------------------- | -------------------- | ------------------------------------------------------------------------------------------------- | ---------------------------------------------------------------- |
|                  | Bondra (Gontchar, Halpern) — 37 min 34 s (SN) | 1-0 1-1 1-2          | Andreychuk (Richards, Boyle) — 55 min 54 s (SN) St-Louis (Lecavalier, Prospal) — 104 min 3 s (SN) | Arbitrage : Paul Devorski Rob Shick Brad Lazarowich Brian Murphy |
| Olaf Kölzig      | Gardiens                                      | Nikolaï Khabibouline |                                                                                                   | Arbitrage : Paul Devorski Rob Shick Brad Lazarowich Brian Murphy |
| 20 min           | Pénalités                                     | 22 min               |                                                                                                   | Arbitrage : Paul Devorski Rob Shick Brad Lazarowich Brian Murphy |
| 61               | Tirs                                          | 46                   |                                                                                                   | Arbitrage : Paul Devorski Rob Shick Brad Lazarowich Brian Murphy |

#### Philadelphie contre Toronto
Philadelphie gagne la série 4–3.
| 9 avril | Philadelphie | 3-5 (1-2, 2-1, 0-2) | Toronto | Wachovia Center 18 937 spectateurs |

| Feuille de match | Feuille de match | Feuille de match                | Feuille de match | Feuille de match                                                    |
| ---------------- | --- | ------------------------------- | --- | ------------------------------------------------------------------- |
|                  | Weinrich (Handzuš, Recchi) — 9 min 12 s (SN) Brashear (Iouchkevitch, Lapointe) — 25 min 54 s Desjardins (Kapanen, Somík) — 26 min 56 s | 0-1 1-1 1-2 1-3 2-3 3-3 3-4 3-5 | Moguilny (Sundin, McCabe) — 8 min 10 s (IN) Moguilny (Lumme) — 12 min 10 s Domi — 23 min 12 s Renberg (Kaberle, Švehla) — 54 min 21 s (SN) Moguilny (Sundin) — 59 min 8 s | Arbitrage : Stéphane Auger Stephen Walkom Jean Morin Pierre Racicot |
| Roman Čechmánek  | Gardiens | Edward Belfour                  | | Arbitrage : Stéphane Auger Stephen Walkom Jean Morin Pierre Racicot |
| 12 min           | Pénalités | 14 min                          | | Arbitrage : Stéphane Auger Stephen Walkom Jean Morin Pierre Racicot |
| 31               | Tirs | 15                              | | Arbitrage : Stéphane Auger Stephen Walkom Jean Morin Pierre Racicot |

| 11 avril | Philadelphie | 4-1 (2-0, 2-1, 0-0) | Toronto | Wachovia Center 19 597 spectateurs |

| Feuille de match | Feuille de match | Feuille de match    | Feuille de match                     | Feuille de match                                                   |
| ---------------- | --- | ------------------- | ------------------------------------ | ------------------------------------------------------------------ |
|                  | Gagné — 12 min 9 s (IN) Roenick (Gagné) — 17 min 47 s Recchi (Desjardins, LeClair) — 26 min 20 s LeClair (Weinrich, Recchi) — 30 min 34 s (SN) | 1-0 2-0 2-1 3-1 4-1 | Moguilny (Nolan, Berg) — 24 min 38 s | Arbitrage : Marc Joannette Bill McCreary Jean Morin Pierre Racicot |
| Roman Čechmánek  | Gardiens | Edward Belfour      |                                      | Arbitrage : Marc Joannette Bill McCreary Jean Morin Pierre Racicot |
| 13 min           | Pénalités | 15 min              |                                      | Arbitrage : Marc Joannette Bill McCreary Jean Morin Pierre Racicot |
| 36               | Tirs | 17                  |                                      | Arbitrage : Marc Joannette Bill McCreary Jean Morin Pierre Racicot |

| 14 avril | Toronto | 4-3 (2 pr) (1-2, 2-0, 0-1, 0-0, 1-0) | Philadelphie | Air Canada Centre 19 533 spectateurs |

| Feuille de match | Feuille de match | Feuille de match            | Feuille de match                                                                                             | Feuille de match                                                     |
| ---------------- | --- | --------------------------- | --- | -------------------------------------------------------------------- |
|                  | Reichel (McCabe, Moguilny) — 8 min 39 s Kaberle (Reichel, Nolan) — 22 min 18 s (SN) Moguilny (Tucker, Roberts) — 36 min Kaberle (Sundin, Švehla) — 87 min 20 s | 0-1 0-2 1-2 2-2 3-2 3-3 4-3 | Weinrich (Amonte, Roenick) — 4 min 2 s Desjardins (Williams) — 8 min 2 s Recchi (Iouchkevitch) — 42 min 59 s | Arbitrage : Paul Devorski Kevin Pollock Brad Kovachik Ray Scapinello |
| Edward Belfour   | Gardiens | Roman Čechmánek             | | Arbitrage : Paul Devorski Kevin Pollock Brad Kovachik Ray Scapinello |
| 6 min            | Pénalités | 6 min                       | | Arbitrage : Paul Devorski Kevin Pollock Brad Kovachik Ray Scapinello |
| 41               | Tirs | 39                          | | Arbitrage : Paul Devorski Kevin Pollock Brad Kovachik Ray Scapinello |

| 16 avril | Toronto | 2-3 (3 pr) (1-1, 0-1, 1-0, 0-0, 0-0, 0-1) | Philadelphie | Air Canada Centre 19 574 spectateurs |

| Feuille de match | Feuille de match                                                                    | Feuille de match    | Feuille de match                                                                                           | Feuille de match                                                     |
| ---------------- | ----------------------------------------------------------------------------------- | ------------------- | --- | -------------------------------------------------------------------- |
|                  | Green (McCabe, Healey) — 4 min 6 s (IN) Sundin (Wesley, Höglund) — 41 min 51 s (SN) | 0-1 1-1 1-2 2-2 2-3 | Recchi (Handzuš, Therien) — 1 min 16 s Roenick — 20 min 54 s Recchi (Handzuš, Iouchkevitch) — 113 min 54 s | Arbitrage : Don Koharski Stephen Walkom Brad Kovachik Ray Scapinello |
| Edward Belfour   | Gardiens                                                                            | Roman Čechmánek     | | Arbitrage : Don Koharski Stephen Walkom Brad Kovachik Ray Scapinello |
| 18 min           | Pénalités                                                                           | 10 min              | | Arbitrage : Don Koharski Stephen Walkom Brad Kovachik Ray Scapinello |
| 38               | Tirs                                                                                | 75                  | | Arbitrage : Don Koharski Stephen Walkom Brad Kovachik Ray Scapinello |

| 19 avril | Philadelphie | 4-1 (2-1, 1-0, 1-0) | Toronto | Wachovia Center 19 828 spectateurs |

| Feuille de match | Feuille de match | Feuille de match    | Feuille de match                  | Feuille de match                                                 |
| ---------------- | --- | ------------------- | --------------------------------- | ---------------------------------------------------------------- |
|                  | Kapanen (Johnsson, Amonte) — 14 min 30 s (SN) Iouchkevitch (Roenick, Amonte) — 16 min 25 s Gagné (Williams) — 34 min 35 s Kapanen (Weinrich, Handzuš) — 48 min 41 s (SN) | 0-1 1-1 2-1 3-1 4-1 | Berg (Green, Tucker) — 2 min 34 s | Arbitrage : Don Koharski Stephen Walkom Greg Devorski Jean Morin |
| Roman Čechmánek  | Gardiens | Edward Belfour      |                                   | Arbitrage : Don Koharski Stephen Walkom Greg Devorski Jean Morin |
| 16 min           | Pénalités | 18 min              |                                   | Arbitrage : Don Koharski Stephen Walkom Greg Devorski Jean Morin |
| 29               | Tirs | 23                  |                                   | Arbitrage : Don Koharski Stephen Walkom Greg Devorski Jean Morin |

| 21 avril | Toronto | 2-1 (2 pr) (1-0, 0-1, 0-0, 0-0, 1-0) | Philadelphie | Air Canada Centre 19 573 spectateurs |

| Feuille de match | Feuille de match                                                        | Feuille de match | Feuille de match                        | Feuille de match                                                     |
| ---------------- | ----------------------------------------------------------------------- | ---------------- | --------------------------------------- | -------------------------------------------------------------------- |
|                  | Reichel (Fitzgerald) — 10 min 35 s Green (Tucker, Švehla) — 90 min 51 s | 1-0 1-1 2-1      | Roenick (Kapanen, Amonte) — 35 min 23 s | Arbitrage : Paul Devorski Dan Marouelli Brad Lazarowich Bryan Murphy |
| Edward Belfour   | Gardiens                                                                | Roman Čechmánek  |                                         | Arbitrage : Paul Devorski Dan Marouelli Brad Lazarowich Bryan Murphy |
| 6 min            | Pénalités                                                               | 8 min            |                                         | Arbitrage : Paul Devorski Dan Marouelli Brad Lazarowich Bryan Murphy |
| 36               | Tirs                                                                    | 36               |                                         | Arbitrage : Paul Devorski Dan Marouelli Brad Lazarowich Bryan Murphy |

| 22 avril | Philadelphie | 6-1 (2-0, 3-1, 1-0) | Toronto | Wachovia Center 19 870 spectateurs |

| Feuille de match | Feuille de match | Feuille de match            | Feuille de match                        | Feuille de match                                                  |
| ---------------- | --- | --------------------------- | --------------------------------------- | ----------------------------------------------------------------- |
|                  | Gagné (Williams, Primeau) — 16 min 23 s Williams (Lapointe) — 19 min 8 s Primeau (Williams, Iouchkevitch) — 28 min 18 s Recchi (Lapointe, Vandermeer) — 36 min 16 s Recchi (Johnsson, Weinrich) — 39 min 22 s (SN) Lapointe (LeClair, Recchi) — 48 min 28 s | 1-0 2-0 3-0 3-1 4-1 5-1 6-1 | Roberts (Lumme, Moguilny) — 33 min 50 s | Arbitrage : Don Koharski Dan Marouelli Kevin Collins Dan Schachte |
| Roman Čechmánek  | Gardiens | Edward Belfour              |                                         | Arbitrage : Don Koharski Dan Marouelli Kevin Collins Dan Schachte |
| 4 min            | Pénalités | 12 min                      |                                         | Arbitrage : Don Koharski Dan Marouelli Kevin Collins Dan Schachte |
| 36               | Tirs | 19                          |                                         | Arbitrage : Don Koharski Dan Marouelli Kevin Collins Dan Schachte |

#### Dallas contre Edmonton
Dallas gagne la série 4–2. 
| 9 avril | Dallas | 1-2 (1-0, 0-2, 0-0) | Edmonton | American Airlines Center 18 532 spectateurs |

| Feuille de match | Feuille de match                         | Feuille de match | Feuille de match                                                                     | Feuille de match                                                 |
| ---------------- | ---------------------------------------- | ---------------- | ------------------------------------------------------------------------------------ | ---------------------------------------------------------------- |
|                  | Modano (Sydor, Zoubov) — 8 min 52 s (SN) | 1-0 1-1 1-2      | Smyth (Cross, Marchant) — 23 min 22 s (IN) Horcoff (Isbister, Laraque) — 27 min 10 s | Arbitrage : Don Koharski Tim Peel Lonnie Cameron Brad Lazarowich |
| Marty Turco      | Gardiens                                 | Tommy Salo       |                                                                                      | Arbitrage : Don Koharski Tim Peel Lonnie Cameron Brad Lazarowich |
| 23 min           | Pénalités                                | 10 min           |                                                                                      | Arbitrage : Don Koharski Tim Peel Lonnie Cameron Brad Lazarowich |
| 21               | Tirs                                     | 23               |                                                                                      | Arbitrage : Don Koharski Tim Peel Lonnie Cameron Brad Lazarowich |

| 11 avril | Dallas | 6-1 (3-1, 1-0, 2-0) | Edmonton | American Airlines Center 18 532 spectateurs |

| Feuille de match | Feuille de match | Feuille de match                          | Feuille de match                            | Feuille de match                                                            |
| ---------------- | --- | ----------------------------------------- | ------------------------------------------- | --------------------------------------------------------------------------- |
|                  | Zoubov (Arnott, Modano) — 10 min 3 s (SN) Young (Sydor, Zoubov) — 14 min 12 s (SN) Young (Morrow, Modano) — 19 min 10 s Arnott (Dahlén, Barnes) — 38 min 52 s Modano (Morrow, Young) — 44 min 21 s Dahlén (Arnott) — 46 min 39 s (SN) | 0-1 1-1 2-1 3-1 4-1 5-1 6-1               | Reasoner (Brewer, Moreau) — 6 min 35 s (SN) | Arbitrage : Dennis LaRue Don Van Massenhoven Lonnie Cameron Brad Lazarowich |
| Marty Turco      | Gardiens | Tommy Salo Jussi Markkanen (à 46 min 0 s) |                                             | Arbitrage : Dennis LaRue Don Van Massenhoven Lonnie Cameron Brad Lazarowich |
| 57 min           | Pénalités | 75 min                                    |                                             | Arbitrage : Dennis LaRue Don Van Massenhoven Lonnie Cameron Brad Lazarowich |
| 41               | Tirs | 13                                        |                                             | Arbitrage : Dennis LaRue Don Van Massenhoven Lonnie Cameron Brad Lazarowich |

| 13 avril | Edmonton | 3-2 (0-1, 0-0, 3-1) | Dallas | Skyreach Centre 16 839 spectateurs |

| Feuille de match | Feuille de match                                                                                         | Feuille de match    | Feuille de match                                                                      | Feuille de match                                               |
| ---------------- | --- | ------------------- | ------------------------------------------------------------------------------------- | -------------------------------------------------------------- |
|                  | Laraque (York, Salo) — 43 min 33 s Pisani (Brewer) — 44 min 40 s Dvořák (Marchant, Brewer) — 45 min 38 s | 0-1 1-1 1-2 2-2 3-2 | Arnott (Sydor, Zoubov) — 10 min 50 s (SN) Lehtinen (Kapanen, Matvichuk) — 43 min 23 s | Arbitrage : Dan Marouelli Dean Warren Thor Nelson Dan Schachte |
| Tommy Salo       | Gardiens                                                                                                 | Marty Turco         |                                                                                       | Arbitrage : Dan Marouelli Dean Warren Thor Nelson Dan Schachte |
| 8 min            | Pénalités                                                                                                | 4 min               |                                                                                       | Arbitrage : Dan Marouelli Dean Warren Thor Nelson Dan Schachte |
| 25               | Tirs | 32                  |                                                                                       | Arbitrage : Dan Marouelli Dean Warren Thor Nelson Dan Schachte |

| 15 avril | Edmonton | 1-3 (0-1, 0-0, 1-2) | Dallas | Skyreach Centre 16 839 spectateurs |

| Feuille de match | Feuille de match     | Feuille de match | Feuille de match | Feuille de match                                             |
| ---------------- | -------------------- | ---------------- | --- | ------------------------------------------------------------ |
|                  | Horcoff — 42 min 7 s | 0-1 1-1 1-2 1-3  | Zoubov (Modano, Morrow) — 1 min 18 s Barnes (Dahlén, Boucher) — 45 min 52 s Kapanen (Lehtinen, DiMaio) — 46 min 15 s | Arbitrage : Dan Marouelli Brad Meier Mike Cvik Danny McCourt |
| Tommy Salo       | Gardiens             | Marty Turco      | | Arbitrage : Dan Marouelli Brad Meier Mike Cvik Danny McCourt |
| 12 min           | Pénalités            | 8 min            | | Arbitrage : Dan Marouelli Brad Meier Mike Cvik Danny McCourt |
| 24               | Tirs                 | 28               | | Arbitrage : Dan Marouelli Brad Meier Mike Cvik Danny McCourt |

| 17 avril | Dallas | 5-2 (2-0, 1-0, 2-2) | Edmonton | American Airlines Center 18 532 spectateurs |

| Feuille de match | Feuille de match | Feuille de match            | Feuille de match                                                      | Feuille de match                                                 |
| ---------------- | --- | --------------------------- | --------------------------------------------------------------------- | ---------------------------------------------------------------- |
|                  | Young (Modano, Sydor) — 9 min 2 s (SN) Zoubov (Modano, Sydor) — 9 min 55 s (SN) Modano (Young, Zoubov) — 25 min 34 s Zoubov (Barnes, Muller) — 45 min 39 s Malhotra (Barnes, Boucher) — 59 min 33 s | 1-0 2-0 3-0 4-0 4-1 4-2 5-2 | Comrie (Laraque) — 49 min 58 s Brewer (Horcoff, Chimera) — 58 min 8 s | Arbitrage : Michael McGeough Brad Watson Danny McCourt Tim Nowak |
| Marty Turco      | Gardiens | Tommy Salo                  |                                                                       | Arbitrage : Michael McGeough Brad Watson Danny McCourt Tim Nowak |
| 8 min            | Pénalités | 12 min                      |                                                                       | Arbitrage : Michael McGeough Brad Watson Danny McCourt Tim Nowak |
| 28               | Tirs | 17                          |                                                                       | Arbitrage : Michael McGeough Brad Watson Danny McCourt Tim Nowak |

| 19 avril | Edmonton | 2-3 (0-2, 2-0, 0-1) | Dallas | Skyreach Centre 16 839 spectateurs |

| Feuille de match | Feuille de match                                                              | Feuille de match    | Feuille de match                                                                                           | Feuille de match                                                  |
| ---------------- | ----------------------------------------------------------------------------- | ------------------- | --- | ----------------------------------------------------------------- |
|                  | Smyth (Laraque, Bergeron) — 22 min 22 s Horcoff (York, Chimera) — 28 min 34 s | 0-1 0-2 1-2 2-2 2-3 | Young (Modano, Zoubov) — 43 s Boucher (Lehtinen, Sydor) — 10 min 39 s Modano (Zoubov, Morrow) — 53 min 8 s | Arbitrage : Kerry Fraser Kevin Pollock Lonnie Cameron Mark Wheler |
| Tommy Salo       | Gardiens                                                                      | Marty Turco         | | Arbitrage : Kerry Fraser Kevin Pollock Lonnie Cameron Mark Wheler |
| 14 min           | Pénalités                                                                     | 18 min              | | Arbitrage : Kerry Fraser Kevin Pollock Lonnie Cameron Mark Wheler |
| 32               | Tirs                                                                          | 24                  | | Arbitrage : Kerry Fraser Kevin Pollock Lonnie Cameron Mark Wheler |

#### Détroit contre Anaheim
Anaheim gagne la série 4–0.
| 10 avril | Détroit | 1-2 (3 pr) (1-1, 0-0, 0-0, 0-0, 0-0, 0-1) | Anaheim | Joe Louis Arena 20 058 spectateurs |

| Feuille de match | Feuille de match                                 | Feuille de match       | Feuille de match                                                              | Feuille de match                                             |
| ---------------- | ------------------------------------------------ | ---------------------- | ----------------------------------------------------------------------------- | ------------------------------------------------------------ |
|                  | Shanahan (Holmström, Larionov) — 4 min 15 s (SN) | 1-0 1-1 1-2            | Oates (Leclerc, Sauer) — 15 min 33 s Kariya (Hävelid, Rucchin) — 103 min 18 s | Arbitrage : Kevin Pollock Brad Watson Miike Cvik Mark Wheler |
| Curtis Joseph    | Gardiens                                         | Jean-Sébastien Giguère |                                                                               | Arbitrage : Kevin Pollock Brad Watson Miike Cvik Mark Wheler |
| 10 min           | Pénalités                                        | 10 min                 |                                                                               | Arbitrage : Kevin Pollock Brad Watson Miike Cvik Mark Wheler |
| 64               | Tirs                                             | 44                     |                                                                               | Arbitrage : Kevin Pollock Brad Watson Miike Cvik Mark Wheler |

| 12 avril | Détroit | 2-3 (0-1, 2-0, 0-2) | Anaheim | Joe Louis Arena 20 058 spectateurs |

| Feuille de match | Feuille de match                                                                        | Feuille de match       | Feuille de match | Feuille de match                                              |
| ---------------- | --------------------------------------------------------------------------------------- | ---------------------- | --- | ------------------------------------------------------------- |
|                  | Woolley (Shanahan, Fiodorov) — 22 min 14 s Robitaille (Yzerman, Lidström) — 26 min 39 s | 0-1 1-1 2-1 2-2 2-3    | Tchistov (Påhlsson, Thomas) — 7 min 17 s Krog (Niedermayer, Ozoliņš) — 53 min 34 s Thomas (Niedermayer) — 55 min 46 s | Arbitrage : Eric Furlatt Stephen Walkom Mark Cvik Mark Wheler |
| Curtis Joseph    | Gardiens                                                                                | Jean-Sébastien Giguère | | Arbitrage : Eric Furlatt Stephen Walkom Mark Cvik Mark Wheler |
| 10 min           | Pénalités                                                                               | 8 min                  | | Arbitrage : Eric Furlatt Stephen Walkom Mark Cvik Mark Wheler |
| 36               | Tirs                                                                                    | 23                     | | Arbitrage : Eric Furlatt Stephen Walkom Mark Cvik Mark Wheler |

| 14 avril | Anaheim | 2-1 (0-0, 1-0, 1-1) | Détroit | Arrowhead Pond of Anaheim 17 174 spectateurs |

| Feuille de match       | Feuille de match                                         | Feuille de match | Feuille de match                                  | Feuille de match                                                           |
| ---------------------- | -------------------------------------------------------- | ---------------- | ------------------------------------------------- | -------------------------------------------------------------------------- |
|                        | Påhlsson (Tchistov) — 22 min 31 s Tchistov — 41 min 44 s | 1-0 2-0 2-1      | Holmström (Lidström, Fiodorov) — 53 min 44 s (SN) | Arbitrage : Don Van Massenhoven Brad Watson Lonnie Cameron Brad Lazarowich |
| Jean-Sébastien Giguère | Gardiens                                                 | Curtis Joseph    |                                                   | Arbitrage : Don Van Massenhoven Brad Watson Lonnie Cameron Brad Lazarowich |
| 10 min                 | Pénalités                                                | 8 min            |                                                   | Arbitrage : Don Van Massenhoven Brad Watson Lonnie Cameron Brad Lazarowich |
| 26                     | Tirs                                                     | 37               |                                                   | Arbitrage : Don Van Massenhoven Brad Watson Lonnie Cameron Brad Lazarowich |

| 16 avril | Anaheim | 3-2 (pr) (1-1, 0-0, 1-1, 1-0) | Détroit | Arrowhead Pond of Anaheim 17 174 spectateurs |

| Feuille de match       | Feuille de match                                                                                            | Feuille de match    | Feuille de match                                       | Feuille de match                                                  |
| ---------------------- | --- | ------------------- | ------------------------------------------------------ | ----------------------------------------------------------------- |
|                        | Kariya (Oates, Sýkora) — 15 min 8 s Krog (Carney) — 44 min 35 s Rucchin (Carney, Niedermayer) — 66 min 53 s | 0-1 1-1 2-1 2-2 3-2 | Zetterberg (Hull) — 13 min 23 s Fiodorov — 57 min 45 s | Arbitrage : Dave Jackson Rob Shick Lonnie Cameron Brad Lazarowich |
| Jean-Sébastien Giguère | Gardiens | Curtis Joseph       |                                                        | Arbitrage : Dave Jackson Rob Shick Lonnie Cameron Brad Lazarowich |
| 8 min                  | Pénalités                                                                                                   | 8 min               |                                                        | Arbitrage : Dave Jackson Rob Shick Lonnie Cameron Brad Lazarowich |
| 27                     | Tirs | 34                  |                                                        | Arbitrage : Dave Jackson Rob Shick Lonnie Cameron Brad Lazarowich |

#### Colorado contre Minnesota
Minnesota gagne la série 4–3.
| 10 avril | Colorado | 2-4 (0-0, 1-3, 1-1) | Minnesota | Pepsi Center 18 007 spectateurs |

| Feuille de match | Feuille de match                                                | Feuille de match        | Feuille de match | Feuille de match                                                        |
| ---------------- | --------------------------------------------------------------- | ----------------------- | --- | ----------------------------------------------------------------------- |
|                  | Sakic (Reinprecht, Battaglia) — 33 min 22 s Hejduk — 57 min 1 s | 0-1 0-2 0-3 1-3 1-4 2-4 | Kuba (Brunette, Žoltoks) — 25 min 33 s (SN) Gáborík (Ronning, Park) — 29 min 28 s (SN) Walz (Dupuis, Marshall) — 29 min 53 s Brunette — 56 min | Arbitrage : Paul Devorski Michael McGeough Greg Devorski Scott Driscoll |
| Patrick Roy      | Gardiens                                                        | Dwayne Roloson          | | Arbitrage : Paul Devorski Michael McGeough Greg Devorski Scott Driscoll |
| 6 min            | Pénalités                                                       | 6 min                   | | Arbitrage : Paul Devorski Michael McGeough Greg Devorski Scott Driscoll |
| 41               | Tirs                                                            | 27                      | | Arbitrage : Paul Devorski Michael McGeough Greg Devorski Scott Driscoll |

| 12 avril | Colorado | 3-2 (2-1, 0-0, 1-1) | Minnesota | Pepsi Center 18 007 spectateurs |

| Feuille de match | Feuille de match | Feuille de match    | Feuille de match                                                                                 | Feuille de match                                                   |
| ---------------- | --- | ------------------- | ------------------------------------------------------------------------------------------------ | ------------------------------------------------------------------ |
|                  | Hejduk (Morris, Blake) — 4 min 22 s (SN) de Vries (Forsberg, Hejduk) — 14 min 41 s Willsie (Hinote, Blake) — 45 min 49 s | 1-0 1-1 2-1 3-1 3-2 | Walz (Hendrickson, Mitchell) — 8 min 9 s (IN) Brunette (Hendrickson, Žoltoks) — 59 min 24 s (SN) | Arbitrage : Dave Jackson Don Koharski Greg Devorski Scott Driscoll |
| Patrick Roy      | Gardiens | Dwayne Roloson      |                                                                                                  | Arbitrage : Dave Jackson Don Koharski Greg Devorski Scott Driscoll |
| 14 min           | Pénalités | 18 min              |                                                                                                  | Arbitrage : Dave Jackson Don Koharski Greg Devorski Scott Driscoll |
| 28               | Tirs | 26                  |                                                                                                  | Arbitrage : Dave Jackson Don Koharski Greg Devorski Scott Driscoll |

| 14 avril | Minnesota | 0-3 (0-1, 0-1, 0-1) | Colorado | Xcel Energy Center 19 354 spectateurs |

| Feuille de match | Feuille de match | Feuille de match | Feuille de match                                                                                        | Feuille de match                                              |
| ---------------- | ---------------- | ---------------- | --- | ------------------------------------------------------------- |
|                  |                  | 0-1 0-2 0-3      | Tanguay (Forsberg) — 3 min 33 s Sakic (Foote) — 33 min 58 s Forsberg (Sakic, Morris) — 47 min 55 s (SN) | Arbitrage : Rob Shick Stephen Walkom Vaughan Rody Mark Wheler |
| Dwayne Roloson   | Gardiens         | Patrick Roy      | | Arbitrage : Rob Shick Stephen Walkom Vaughan Rody Mark Wheler |
| 12 min           | Pénalités        | 16 min           | | Arbitrage : Rob Shick Stephen Walkom Vaughan Rody Mark Wheler |
| 18               | Tirs             | 18               | | Arbitrage : Rob Shick Stephen Walkom Vaughan Rody Mark Wheler |

| 16 avril | Minnesota | 1-3 (0-2, 0-0, 1-1) | Colorado | Xcel Energy Center 19 350 spectateurs |

| Feuille de match                                 | Feuille de match                              | Feuille de match | Feuille de match                                                                                     | Feuille de match                                                    |
| ------------------------------------------------ | --------------------------------------------- | ---------------- | --- | ------------------------------------------------------------------- |
|                                                  | Gáborík (Ronning, Žoltoks) — 57 min 20 s (SN) | 0-1 0-2 1-2 1-3  | Sakic (Reinprecht) — 6 min 10 s Sakic (Forsberg) — 8 min 4 s (SN) Hinote (Hahl, Sakic) — 58 min 41 s | Arbitrage : Michael McGeough Kevin Pollock Vaughan Rody Mark Wheler |
| Dwayne Roloson Emmanuel Fernandez (à 9 min 18 s) | Gardiens                                      | Patrick Roy      | | Arbitrage : Michael McGeough Kevin Pollock Vaughan Rody Mark Wheler |
| 6 min                                            | Pénalités                                     | 6 min            | | Arbitrage : Michael McGeough Kevin Pollock Vaughan Rody Mark Wheler |
| 25                                               | Tirs                                          | 21               | | Arbitrage : Michael McGeough Kevin Pollock Vaughan Rody Mark Wheler |

| 19 avril | Colorado | 2-3 (0-1, 0-2, 2-0) | Minnesota | Pepsi Center 18 007 spectateurs |

| Feuille de match | Feuille de match                                                                    | Feuille de match    | Feuille de match                                                                                          | Feuille de match                                                     |
| ---------------- | ----------------------------------------------------------------------------------- | ------------------- | --- | -------------------------------------------------------------------- |
|                  | Reinprecht (Tanguay, Forsberg) — 42 min 1 s Blake (Battaglia, Hinote) — 59 min 32 s | 0-1 0-2 0-3 1-3 2-3 | Mitchell (Sekeráš, Dupuis) — 3 min 41 s Kuba (Stevenson, Žoltoks) — 23 min 45 s (SN) Dupuis — 38 min 42 s | Arbitrage : Bill McCreary Don Van Massenhoven Tim Nowak Dan Schachte |
| Patrick Roy      | Gardiens                                                                            | Emmanuel Fernandez  | | Arbitrage : Bill McCreary Don Van Massenhoven Tim Nowak Dan Schachte |
| 12 min           | Pénalités                                                                           | 12 min              | | Arbitrage : Bill McCreary Don Van Massenhoven Tim Nowak Dan Schachte |
| 28               | Tirs                                                                                | 28                  | | Arbitrage : Bill McCreary Don Van Massenhoven Tim Nowak Dan Schachte |

| 21 avril | Minnesota | 3-2 (pr) (0-0, 0-0, 2-2, 1-0) | Colorado | Xcel Energy Center 19 350 spectateurs |

| Feuille de match   | Feuille de match | Feuille de match    | Feuille de match                                                               | Feuille de match                                                |
| ------------------ | --- | ------------------- | ------------------------------------------------------------------------------ | --------------------------------------------------------------- |
|                    | Park (Gáborík, Mitchell) — 41 min 45 s Gáborík (Laaksonen, Hendrickson) — 52 min 6 s Park (Walz, Gáborík) — 64 min 22 s | 1-0 2-0 2-1 2-2 3-2 | Sakic (Forsberg, Škoula) — 56 min 34 s De Vries (Forsberg, Hahl) — 58 min 28 s | Arbitrage : Kerry Fraser Kevin Pollock Scott Driscoll Tim Nowak |
| Emmanuel Fernandez | Gardiens | Patrick Roy         |                                                                                | Arbitrage : Kerry Fraser Kevin Pollock Scott Driscoll Tim Nowak |
| 2 min              | Pénalités | 4 min               |                                                                                | Arbitrage : Kerry Fraser Kevin Pollock Scott Driscoll Tim Nowak |
| 23                 | Tirs | 24                  |                                                                                | Arbitrage : Kerry Fraser Kevin Pollock Scott Driscoll Tim Nowak |

| 22 avril | Colorado | 2-3 (2 pr) (0-0, 1-1, 1-1, 0-1) | Minnesota | Pepsi Center 18 007 spectateurs |

| Feuille de match | Feuille de match                                                                  | Feuille de match    | Feuille de match | Feuille de match                                              |
| ---------------- | --------------------------------------------------------------------------------- | ------------------- | --- | ------------------------------------------------------------- |
|                  | Forsberg (Sakic, Hejduk) — 26 min 16 s Sakic (Tanguay, Morris) — 53 min 15 s (SN) | 1-0 1-1 2-1 2-2 2-3 | Dupuis (Žoltoks, Brunette) — 27 min 38 s (SN) Gáborík (Brunette, Kuba) — 55 min 32 s (SN) Brunette (Žoltoks, Kuba) — 63 min 25 s | Arbitrage : Kerry Fraser Brad Watson Scott Driscoll Tim Nowak |
| Patrick Roy      | Gardiens                                                                          | Emmanuel Fernandez  | | Arbitrage : Kerry Fraser Brad Watson Scott Driscoll Tim Nowak |
| 10 min           | Pénalités                                                                         | 8 min               | | Arbitrage : Kerry Fraser Brad Watson Scott Driscoll Tim Nowak |
| 45               | Tirs                                                                              | 30                  | | Arbitrage : Kerry Fraser Brad Watson Scott Driscoll Tim Nowak |

#### Vancouver contre Saint-Louis
Vancouver gagne la série 4–3.
| 10 avril | Vancouver | 0-6 (0-2, 0-2, 0-2) | Saint-Louis | General Motors Place 18 514 spectateurs |

| Feuille de match | Feuille de match | Feuille de match        | Feuille de match | Feuille de match                                               |
| ---------------- | ---------------- | ----------------------- | --- | -------------------------------------------------------------- |
|                  |                  | 0-1 0-2 0-3 0-4 0-5 0-6 | Stillman (Weight, Boguniecki) — 1 min 30 s (SN) Nash (Podein, Johnson) — 2 min 1 s Tkachuk (Demitra, MacInnis) — 21 min 38 s Khavanov (Pronger, Demitra) — 35 min 5 s (SN) Khavanov (Nash, Boure) — 50 min 10 s Weight (Drake, Pronger) — 56 min 18 s (SN) | Arbitrage : Dan Marouelli Dean Warren Thor Nelson Dan Schachte |
| Dan Cloutier     | Gardiens         | Chris Osgood            | | Arbitrage : Dan Marouelli Dean Warren Thor Nelson Dan Schachte |
| 24 min           | Pénalités        | 20 min                  | | Arbitrage : Dan Marouelli Dean Warren Thor Nelson Dan Schachte |
| 20               | Tirs             | 29                      | | Arbitrage : Dan Marouelli Dean Warren Thor Nelson Dan Schachte |

| 12 avril | Vancouver | 2-1 (1-0, 1-0, 0-1) | Saint-Louis | General Motors Place 18 514 spectateurs |

| Feuille de match | Feuille de match                                                                           | Feuille de match | Feuille de match                                 | Feuille de match                                             |
| ---------------- | ------------------------------------------------------------------------------------------ | ---------------- | ------------------------------------------------ | ------------------------------------------------------------ |
|                  | Klatt (Salo, D. Sedin) — 3 min 33 s (SN) Jovanovski (Näslund, Bertuzzi) — 38 min 54 s (SN) | 1-0 2-0 2-1      | Demitra (Khavanov, Boguniecki) — 59 min 5 s (SN) | Arbitrage : Dan Marouelli Rob Shick Thor Nelson Dan Schachte |
| Dan Coultier     | Gardiens                                                                                   | Chris Osgood     |                                                  | Arbitrage : Dan Marouelli Rob Shick Thor Nelson Dan Schachte |
| 20 min           | Pénalités                                                                                  | 22 min           |                                                  | Arbitrage : Dan Marouelli Rob Shick Thor Nelson Dan Schachte |
| 23               | Tirs                                                                                       | 27               |                                                  | Arbitrage : Dan Marouelli Rob Shick Thor Nelson Dan Schachte |

| 14 avril | Saint-Louis | 3-1 (0-0, 2-1, 1-0) | Vancouver | Savvis Center 19 699 spectateurs |

| Feuille de match | Feuille de match | Feuille de match | Feuille de match                           | Feuille de match                                                     |
| ---------------- | --- | ---------------- | ------------------------------------------ | -------------------------------------------------------------------- |
|                  | Demitra (Stillman, Weight) — 21 min 44 s Weight (Demitra, Tkachuk) — 30 min 7 s (SN) Weight (Ručínský, Drake) — 59 min 41 s (SN) | 1-0 2-0 2-1 3-1  | Malík (Klatt, D. Sedin) — 38 min 53 s (SN) | Arbitrage : Stéphane Auger Don Koharski Greg Devorski Scott Driscoll |
| Chris Osgood     | Gardiens | Dan Cloutier     |                                            | Arbitrage : Stéphane Auger Don Koharski Greg Devorski Scott Driscoll |
| 20 min           | Pénalités | 32 min           |                                            | Arbitrage : Stéphane Auger Don Koharski Greg Devorski Scott Driscoll |
| 24               | Tirs | 14               |                                            | Arbitrage : Stéphane Auger Don Koharski Greg Devorski Scott Driscoll |

| 16 avril | Saint-Louis | 4-1 (0-1, 2-0, 2-0) | Vancouver | Savvis Center 19 936 spectateurs |

| Feuille de match | Feuille de match | Feuille de match    | Feuille de match                        | Feuille de match                                                            |
| ---------------- | --- | ------------------- | --------------------------------------- | --------------------------------------------------------------------------- |
|                  | Pronger (Boure, Martins) — 24 min 35 s Drake (Weight, Ručínský) — 35 min 7 s Ručínský (Drake, Pronger) — 54 min 9 s Ručínský (Weight) — 55 min 46 s | 0-1 1-1 2-1 3-1 4-1 | Näslund (Sopel, Bertuzzi) — 11 min 57 s | Arbitrage : Marc joannette Don Van Massenhoven Greg Devorski Scott Driscoll |
| Chris Osgood     | Gardiens | Dan cloutier        |                                         | Arbitrage : Marc joannette Don Van Massenhoven Greg Devorski Scott Driscoll |
| 16 min           | Pénalités | 14 min              |                                         | Arbitrage : Marc joannette Don Van Massenhoven Greg Devorski Scott Driscoll |
| 20               | Tirs | 33                  |                                         | Arbitrage : Marc joannette Don Van Massenhoven Greg Devorski Scott Driscoll |

| 18 avril | Vancouver | 5-3 (1-0, 3-1, 1-2) | Saint-Louis | General Motors Place 18 514 spectateurs |

| Feuille de match | Feuille de match | Feuille de match                | Feuille de match                                                                                                  | Feuille de match                                             |
| ---------------- | --- | ------------------------------- | --- | ------------------------------------------------------------ |
|                  | Sopel — 2 min 15 s Bertuzzi (Cooke, Reid) — 28 min 36 s Morrison (Malík, Öhlund) — 36 min 24 s Näslund (Sopel, Jovanovski) — 38 min 28 s (SN) Salo (Baron, Tchoubarov) — 59 min 11 s | 1-0 1-1 2-1 3-1 4-1 4-2 4-3 5-3 | Nash (Johnson) — 27 min 2 s Stillman (Weight, Demitra) — 47 min 57 s (SN) Ručínský (Weight, Tkachuk) — 59 min 4 s | Arbitrage : Kerry Fraser Kevin Pollock Mike Cvik Mark Wheler |
| Dan Cloutier     | Gardiens | Chris Osgood                    | | Arbitrage : Kerry Fraser Kevin Pollock Mike Cvik Mark Wheler |
| 22 min           | Pénalités | 35 min                          | | Arbitrage : Kerry Fraser Kevin Pollock Mike Cvik Mark Wheler |
| 35               | Tirs | 32                              | | Arbitrage : Kerry Fraser Kevin Pollock Mike Cvik Mark Wheler |

| 20 avril | Saint-Louis | 3-4 (1-2, 0-2, 2-0) | Vancouver | Savvis Center 19 522 spectateurs |

| Feuille de match | Feuille de match | Feuille de match            | Feuille de match | Feuille de match                                                 |
| ---------------- | --- | --------------------------- | --- | ---------------------------------------------------------------- |
|                  | Weight (Khavanov, Tkachuk) — 10 min 42 s (SN) Boguniecki (Weight, Stillman) — 46 min 21 s (SN) Weight (Mellanby, Khavanov) — 50 min 13 s (SN) | 0-1 1-1 1-2 1-3 1-4 2-4 3-4 | Näslund (Morrison) — 3 min 49 s Öhlund (Näslund, Bertuzzi) — 14 min 21 s H. Sedin (Öhlund, D. Sedin) — 28 min 52 s (SN) Jovanovski (Sopel, Näslund) — 36 min 12 s (SN) | Arbitrage : Bill McCreary Brad Watson Kevon Collins Dan Schachte |
| Chris Osgood     | Gardiens | Dan Cloutier                | | Arbitrage : Bill McCreary Brad Watson Kevon Collins Dan Schachte |
| 14 min           | Pénalités | 14 min                      | | Arbitrage : Bill McCreary Brad Watson Kevon Collins Dan Schachte |
| 32               | Tirs | 26                          | | Arbitrage : Bill McCreary Brad Watson Kevon Collins Dan Schachte |

| 22 avril | Vancouver | 4-1 (1-1, 2-0, 1-0) | Saint-Louis | General Motors Place 18 514 spectateurs |

| Feuille de match | Feuille de match | Feuille de match    | Feuille de match                 | Feuille de match                                               |
| ---------------- | --- | ------------------- | -------------------------------- | -------------------------------------------------------------- |
|                  | H. Sedin (D. Sedin) — 11 min 54 s Morrison (Linden) — 27 min 20 s Näslund (Sopel, Morrison) — 32 min 25 s (SN) Linden (Öhlund, Salo) — 40 min 28 s (IN) | 0-1 1-1 2-1 3-1 4-1 | Ručínský (Weight, Drake) — 1 min | Arbitrage : Bill McCreary Stephen Walkom Mike Cvik Mark Wheler |
| Dan Cloutier     | Gardiens | Chris Osgood        |                                  | Arbitrage : Bill McCreary Stephen Walkom Mike Cvik Mark Wheler |
| 8 min            | Pénalités | 10 min              |                                  | Arbitrage : Bill McCreary Stephen Walkom Mike Cvik Mark Wheler |
| 32               | Tirs | 34                  |                                  | Arbitrage : Bill McCreary Stephen Walkom Mike Cvik Mark Wheler |

### Demi-finales d'association

#### Ottawa contre Philadelphie
Ottawa gagne la série 4–2. 
| 25 avril | Ottawa | 4-2 (0-2, 3-0, 1-0) | Philadelphie | Corel Centre 18 197 spectateurs |

| Feuille de match | Feuille de match | Feuille de match        | Feuille de match                                                       | Feuille de match                                                 |
| ---------------- | --- | ----------------------- | ---------------------------------------------------------------------- | ---------------------------------------------------------------- |
|                  | Havlát (Smolinski, Chára) — 22 min 34 s Hossa (Smolinski, Leschyshyn) — 25 min 33 s Alfredsson (Hossa, Bonk) — 29 min 32 s (SN) Chára (Hossa, Phillips) — 51 min 49 s | 0-1 0-2 1-2 2-2 3-2 4-2 | Amonte (Roenick, Kapanen) — 1 min 19 s Kapanen (Roenick) — 10 min 48 s | Arbitrage : Bill McCreary Kevin Pollock Scott Driscoll Tim Nowak |
| Patrick Lalime   | Gardiens | Roman Čechmánek         |                                                                        | Arbitrage : Bill McCreary Kevin Pollock Scott Driscoll Tim Nowak |
| 4 min            | Pénalités | 10 min                  |                                                                        | Arbitrage : Bill McCreary Kevin Pollock Scott Driscoll Tim Nowak |
| 17               | Tirs | 25                      |                                                                        | Arbitrage : Bill McCreary Kevin Pollock Scott Driscoll Tim Nowak |

| 27 avril | Ottawa | 0-2 (0-1, 0-0, 0-1) | Philadelphie | Corel Centre 18 500 spectateurs |

| Feuille de match | Feuille de match | Feuille de match | Feuille de match                                                     | Feuille de match                                                  |
| ---------------- | ---------------- | ---------------- | -------------------------------------------------------------------- | ----------------------------------------------------------------- |
|                  |                  | 0-1 0-2          | Gagné (Johnsson) — 6 min 57 s Recchi (LeClair, Handzuš) — 53 min 2 s | Arbitrage : Paul Devorski Stephen Walkom Scott Driscoll Tim Nowak |
| Patrick Lalime   | Gardiens         | Roman Čechmánek  |                                                                      | Arbitrage : Paul Devorski Stephen Walkom Scott Driscoll Tim Nowak |
| 10 min           | Pénalités        | 18 min           |                                                                      | Arbitrage : Paul Devorski Stephen Walkom Scott Driscoll Tim Nowak |
| 33               | Tirs             | 23               |                                                                      | Arbitrage : Paul Devorski Stephen Walkom Scott Driscoll Tim Nowak |

| 29 avril | Philadelphie | 2-3 (pr) (1-0, 1-1, 0-1, 0-1) | Ottawa | Wachovia Center 19 680 spectateurs |

| Feuille de match | Feuille de match                                                                  | Feuille de match    | Feuille de match                                                                                                  | Feuille de match                                                        |
| ---------------- | --------------------------------------------------------------------------------- | ------------------- | --- | ----------------------------------------------------------------------- |
|                  | LeClair (Amonte, Roenick) — 4 min 35 s Kapanen (Amonte, Ragnarsson) — 32 min 46 s | 1-0 1-1 2-1 2-2 2-3 | Alfredsson (Redden, Hossa) — 21 min 6 s (SN) Hossa (Chára) — 40 min 22 s (SN) Redden (Varaďa, Bonk) — 66 min 43 s | Arbitrage : Don Van Massenhoven Stephen Walkom Dan Schachte Mark Wheler |
| Roman Čechmánek  | Gardiens                                                                          | Patrick Lalime      | | Arbitrage : Don Van Massenhoven Stephen Walkom Dan Schachte Mark Wheler |
| 8 min            | Pénalités                                                                         | 12 min              | | Arbitrage : Don Van Massenhoven Stephen Walkom Dan Schachte Mark Wheler |
| 22               | Tirs                                                                              | 27                  | | Arbitrage : Don Van Massenhoven Stephen Walkom Dan Schachte Mark Wheler |

| 1er mai | Philadelphie | 1-0 (1-0, 0-0, 0-0) | Ottawa | Wachovia Center 19 842 spectateurs |

| Feuille de match | Feuille de match               | Feuille de match | Feuille de match | Feuille de match                                              |
| ---------------- | ------------------------------ | ---------------- | ---------------- | ------------------------------------------------------------- |
|                  | Handzuš (Therien) — 17 min 6 s | 1-0              |                  | Arbitrage : Kerry Fraser Brad Watson Dan Schachte Mark Wheler |
| Roman Čechmánek  | Gardiens                       | Patrick Lalime   |                  | Arbitrage : Kerry Fraser Brad Watson Dan Schachte Mark Wheler |
| 10 min           | Pénalités                      | 10 min           |                  | Arbitrage : Kerry Fraser Brad Watson Dan Schachte Mark Wheler |
| 26               | Tirs                           | 28               |                  | Arbitrage : Kerry Fraser Brad Watson Dan Schachte Mark Wheler |

| 3 mai | Ottawa | 5-2 (2-1, 2-0, 1-1) | Philadelphie | Corel Centre 18 500 spectateurs |

| Feuille de match | Feuille de match | Feuille de match                             | Feuille de match                                                   | Feuille de match                                                 |
| ---------------- | --- | -------------------------------------------- | ------------------------------------------------------------------ | ---------------------------------------------------------------- |
|                  | Smolinski (Phillips) — 7 min 15 s Alfredsson (Hossa, Bonk) — 15 min 24 s (SN) Havlát (Arvedson, Voltchenkov) — 28 min 7 s Bonk (Redden, Hossa) — 29 min 56 s (SN) Schaefer — 46 min 59 s (IN) | 0-1 1-1 2-1 3-1 4-1 5-1 5-2                  | Lapointe (Brashear) — 21 s Somík (Handzuš, Brashear) — 47 min 55 s | Arbitrage : Don Koharski Dan Marouelli Greg Devorski Mark Wheler |
| Patrick Lalime   | Gardiens | Roman Čechmánek Robert Esche (à 29 min 56 s) |                                                                    | Arbitrage : Don Koharski Dan Marouelli Greg Devorski Mark Wheler |
| 21 min           | Pénalités | 27 min                                       |                                                                    | Arbitrage : Don Koharski Dan Marouelli Greg Devorski Mark Wheler |
| 30               | Tirs | 19                                           |                                                                    | Arbitrage : Don Koharski Dan Marouelli Greg Devorski Mark Wheler |

| 5 mai | Philadelphie | 1-5 (0-2, 1-2, 0-1) | Ottawa | Wachovia Center 19 454 spectateurs |

| Feuille de match | Feuille de match                | Feuille de match        | Feuille de match | Feuille de match                                                 |
| ---------------- | ------------------------------- | ----------------------- | --- | ---------------------------------------------------------------- |
|                  | Handzuš (Williams) — 38 min 7 s | 0-1 0-2 0-3 0-4 1-4 1-5 | Schaefer (Havlát) — 2 min 41 s Fisher (Arvedson, Redden) — 7 min (IN) Alfredsson (Hossa, Redden) — 34 min 6 s (SN) Smolinski (White, Fisher) — 36 min 27 s Havlát (Schaefer) — 53 min 37 s | Arbitrage : Bill McCreary Kevin Pollock Kevin Collins Jean Morin |
| Roman Čechmánek  | Gardiens                        | Patrick Lalime          | | Arbitrage : Bill McCreary Kevin Pollock Kevin Collins Jean Morin |
| 10 min           | Pénalités                       | 8 min                   | | Arbitrage : Bill McCreary Kevin Pollock Kevin Collins Jean Morin |
| 19               | Tirs                            | 30                      | | Arbitrage : Bill McCreary Kevin Pollock Kevin Collins Jean Morin |

#### New Jersey contre Tampa Bay
New Jersey gagne la série 4–1.
| 24 avril | New Jersey | 3-0 (0-0, 0-0, 3-0) | Tampa Bay | Continental Airlines Arena 15 568 spectateurs |

| Feuille de match | Feuille de match | Feuille de match     | Feuille de match | Feuille de match                                                     |
| ---------------- | --- | -------------------- | ---------------- | -------------------------------------------------------------------- |
|                  | Langenbrunner (Pandolfo, Stevens) — 47 min 41 s Madden (Langenbrunner, Stevens) — 51 min 28 s Stevenson (Eliáš, Gomez) — 57 min 9 s | 1-0 2-0 3-0          |                  | Arbitrage : Stéphane Auger Don Koharski Brad Lazarowich Dan Schachte |
| Martin Brodeur   | Gardiens | Nikolaï Khabibouline |                  | Arbitrage : Stéphane Auger Don Koharski Brad Lazarowich Dan Schachte |
| 2 min            | Pénalités | 6 min                |                  | Arbitrage : Stéphane Auger Don Koharski Brad Lazarowich Dan Schachte |
| 32               | Tirs | 15                   |                  | Arbitrage : Stéphane Auger Don Koharski Brad Lazarowich Dan Schachte |

| 26 avril | New Jersey | 3-2 (pr) (0-1, 1-1, 1-0, 1-0) | Tampa Bay | Continental Airlines Arena 17 732 spectateurs |

| Feuille de match | Feuille de match | Feuille de match     | Feuille de match                                                 | Feuille de match                                                          |
| ---------------- | --- | -------------------- | ---------------------------------------------------------------- | ------------------------------------------------------------------------- |
|                  | Rafalski (Gomez, Niedermayer) — 29 min 26 s (SN) Marshall (Gomez, Niedermayer) — 50 min 26 s Langenbrunner (Madden, Rafalski) — 62 min 9 s | 0-1 1-1 1-2 2-2 3-2  | Dingman (Boyle, Pratt) — 12 min 25 s St-Louis — 39 min 38 s (IN) | Arbitrage : Kerry Fraser Don Van Massenhoven Brad Lazarowich Dan Schachte |
| Martin Brodeur   | Gardiens | Nikolaï Khabibouline |                                                                  | Arbitrage : Kerry Fraser Don Van Massenhoven Brad Lazarowich Dan Schachte |
| 8 min            | Pénalités | 6 min                |                                                                  | Arbitrage : Kerry Fraser Don Van Massenhoven Brad Lazarowich Dan Schachte |
| 36               | Tirs | 28                   |                                                                  | Arbitrage : Kerry Fraser Don Van Massenhoven Brad Lazarowich Dan Schachte |

| 28 avril | Tampa Bay | 4-3 (3-0, 0-3, 1-0) | New Jersey | St. Pete Times Forum 19 845 spectateurs |

| Feuille de match     | Feuille de match | Feuille de match            | Feuille de match | Feuille de match                                                  |
| -------------------- | --- | --------------------------- | --- | ----------------------------------------------------------------- |
|                      | Prospal (St-Louis, Lecavalier) — 4 min 19 s (SN) St-Louis (Richards, Fedotenko) — 9 min 21 s Modin (Richards, Lukowich) — 16 min 16 s Andreychuk (Clymer, Roy) — 46 min 8 s | 1-0 2-0 3-0 3-1 3-2 3-3 4-3 | Madden (Langenbrunner, Niedermayer) — 26 min 38 s (SN) Marshall (Gomez, Eliáš) — 27 min 34 s Friesen (Gionta, Nieuwendyk) — 35 min 6 s | Arbitrage : Marc Joannette Dan Marouelli Greg Devorski Jean Morin |
| Nikolaï Khabibouline | Gardiens | Martin Brodeur              | | Arbitrage : Marc Joannette Dan Marouelli Greg Devorski Jean Morin |
| 8 min                | Pénalités | 4 min                       | | Arbitrage : Marc Joannette Dan Marouelli Greg Devorski Jean Morin |
| 29                   | Tirs | 27                          | | Arbitrage : Marc Joannette Dan Marouelli Greg Devorski Jean Morin |

| 30 avril | Tampa Bay | 1-3 (1-2, 0-0, 0-1) | New Jersey | St. Pete Times Forum 21 222 spectateurs |

| Feuille de match     | Feuille de match                           | Feuille de match | Feuille de match                                                                                | Feuille de match                                                 |
| -------------------- | ------------------------------------------ | ---------------- | ----------------------------------------------------------------------------------------------- | ---------------------------------------------------------------- |
|                      | Cullimore (Clymer, Richards) — 11 min 30 s | 0-1 1-1 1-2 1-3  | Gomez (Gionta) — 4 min 52 s Eliáš (Gomez) — 16 min 33 s Stevens (Nieuwendyk) — 53 min 13 s (SN) | Arbitrage : Paul Devorski Kevin Pollock Greg Devorski Jean Morin |
| Nikolaï Khabibouline | Gardiens                                   | Martin Brodeur   |                                                                                                 | Arbitrage : Paul Devorski Kevin Pollock Greg Devorski Jean Morin |
| 4 min                | Pénalités                                  | 6 min            |                                                                                                 | Arbitrage : Paul Devorski Kevin Pollock Greg Devorski Jean Morin |
| 26                   | Tirs                                       | 26               |                                                                                                 | Arbitrage : Paul Devorski Kevin Pollock Greg Devorski Jean Morin |

| 2 mai | New Jersey | 2-1 (3 pr) (1-1, 0-0, 0-0, 0-0, 0-0, 1-0) | Tampa Bay | Continental Airlines Arena 18 612 spectateurs |

| Feuille de match | Feuille de match                                                                              | Feuille de match | Feuille de match                        | Feuille de match                                               |
| ---------------- | --------------------------------------------------------------------------------------------- | ---------------- | --------------------------------------- | -------------------------------------------------------------- |
|                  | Niedermayer (Rafalski, Gomez) — 13 min 27 s (SN) Marshall (Niedermayer, White) — 111 min 12 s | 0-1 1-1 2-1      | Alekseïev (Boyle, Taylor) — 11 min 18 s | Arbitrage : Stephen Walkom Brad Watson Kevin Collins Tim Nowak |
| Martin Brodeur   | Gardiens                                                                                      | John Grahame     |                                         | Arbitrage : Stephen Walkom Brad Watson Kevin Collins Tim Nowak |
| 2 min            | Pénalités                                                                                     | 10 min           |                                         | Arbitrage : Stephen Walkom Brad Watson Kevin Collins Tim Nowak |
| 48               | Tirs                                                                                          | 39               |                                         | Arbitrage : Stephen Walkom Brad Watson Kevin Collins Tim Nowak |

#### Dallas contre Anaheim
Anaheim gagne la série 4–2.
| 24 avril | Dallas | 3-4 (5 pr) (1-1, 1-2, 1-0, 0-0, 0-0, 0-0, 0-0, 0-1) | Anaheim | American Airlines Center 18 532 spectateurs |

| Feuille de match | Feuille de match                                                                                    | Feuille de match            | Feuille de match | Feuille de match                                                     |
| ---------------- | --------------------------------------------------------------------------------------------------- | --------------------------- | --- | -------------------------------------------------------------------- |
|                  | Hatcher (Modano, Morrow) — 17 min 39 s Arnott (Dahlén) — 36 min 32 s Morrow (Robidas) — 57 min 13 s | 0-1 1-1 1-2 1-3 2-3 3-3 3-4 | Krog (Ozoliņš) — 13 min 8 s Niedermayer (Saleï) — 24 min 4 s (IN) Rucchin (Leclerc) — 28 min 58 s Sýkora (Oates, Leclerc) — 140 min 48 s | Arbitrage : Michael McGeough Stephen Walkom Greg Devorski Jean Morin |
| Marty Turco      | Gardiens                                                                                            | Jean-Sébastien Giguère      | | Arbitrage : Michael McGeough Stephen Walkom Greg Devorski Jean Morin |
| 6 min            | Pénalités                                                                                           | 6 min                       | | Arbitrage : Michael McGeough Stephen Walkom Greg Devorski Jean Morin |
| 63               | Tirs                                                                                                | 54                          | | Arbitrage : Michael McGeough Stephen Walkom Greg Devorski Jean Morin |

| 26 avril | Dallas | 2-3 (pr) (1-1, 1-0, 0-1, 0-1) | Anaheim | American Airlines Center 18 532 spectateurs |

| Feuille de match | Feuille de match                                                                   | Feuille de match                                               | Feuille de match | Feuille de match                                              |
| ---------------- | ---------------------------------------------------------------------------------- | -------------------------------------------------------------- | --- | ------------------------------------------------------------- |
|                  | Morrow (Modano, Zoubov) — 19 min 58 s (SN) Modano (Young, Matvichuk) — 28 min 39 s | 0-1 1-1 2-1 2-2 2-3                                            | Oates (Kariya, Sýkora) — 10 min 17 s (SN) Niedermayer (Sýkora, Kariya) — 58 min 51 s Leclerc (Oates, Sýkora) — 61 min 44 s | Arbitrage : Don Koharski Brad Watson Greg Devorski Jean Morin |
| Marty Turco      | Gardiens                                                                           | Jean-Sébastien Giguère (61 min 42 s) Martin Gerber (0 min 2 s) | | Arbitrage : Don Koharski Brad Watson Greg Devorski Jean Morin |
| 12 min           | Pénalités                                                                          | 4 min                                                          | | Arbitrage : Don Koharski Brad Watson Greg Devorski Jean Morin |
| 31               | Tirs                                                                               | 27                                                             | | Arbitrage : Don Koharski Brad Watson Greg Devorski Jean Morin |

| 28 avril | Anaheim | 1-2 (1-1, 0-1, 0-0) | Dallas | Arrowhead Pond of Anaheim 17 174 spectateurs |

| Feuille de match       | Feuille de match                            | Feuille de match | Feuille de match                                                                      | Feuille de match                                                   |
| ---------------------- | ------------------------------------------- | ---------------- | ------------------------------------------------------------------------------------- | ------------------------------------------------------------------ |
|                        | Rucchin (Kariya, Hävelid) — 16 min 9 s (SN) | 0-1 1-1 1-2      | Lehtinen (Dimaio, Kapanen) — 2 min 24 s Lehtinen (Hatcher, Zoubov) — 23 min 41 s (SN) | Arbitrage : Bill McCreary Kevin Pollock Kevin Collins Brian Murphy |
| Jean-Sébastien Giguère | Gardiens                                    | Marty Turco      |                                                                                       | Arbitrage : Bill McCreary Kevin Pollock Kevin Collins Brian Murphy |
| 10 min                 | Pénalités                                   | 10 min           |                                                                                       | Arbitrage : Bill McCreary Kevin Pollock Kevin Collins Brian Murphy |
| 32                     | Tirs                                        | 32               |                                                                                       | Arbitrage : Bill McCreary Kevin Pollock Kevin Collins Brian Murphy |

| 30 avril | Anaheim | 1-0 (0-0, 0-0, 1-0) | Dallas | Arrowhead Pond of Anaheim 17 174 spectateurs |

| Feuille de match       | Feuille de match                            | Feuille de match | Feuille de match | Feuille de match                                                 |
| ---------------------- | ------------------------------------------- | ---------------- | ---------------- | ---------------------------------------------------------------- |
|                        | Leclerc (Ozoliņš, Saleï) — 58 min 13 s (SN) | 1-0              |                  | Arbitrage : Bill McCreary Dean Warren Kevin Collins Brian Murphy |
| Jean-Sébastien Giguère | Gardiens                                    | Marty Turco      |                  | Arbitrage : Bill McCreary Dean Warren Kevin Collins Brian Murphy |
| 10 min                 | Pénalités                                   | 12 min           |                  | Arbitrage : Bill McCreary Dean Warren Kevin Collins Brian Murphy |
| 22                     | Tirs                                        | 28               |                  | Arbitrage : Bill McCreary Dean Warren Kevin Collins Brian Murphy |

| 3 mai | Dallas | 4-1 (2-0, 1-0, 1-1) | Anaheim | American Airlines Center 18 532 spectateurs |

| Feuille de match | Feuille de match | Feuille de match                                               | Feuille de match                    | Feuille de match                                                    |
| ---------------- | --- | -------------------------------------------------------------- | ----------------------------------- | ------------------------------------------------------------------- |
|                  | Dimaio (Modano, Hatcher) — 9 min 20 s Barnes (Turgeon, Lemieux) — 14 min 20 s Kapanen (Zoubov) — 38 min 10 s (IN) Kapanen — 55 min 12 s | 1-0 2-0 3-0 3-1 4-1                                            | Kariya (Saleï, Thomas) — 44 min 2 s | Arbitrage : Kerry Fraser Marc Joannette Scott Driscoll Brian Murphy |
| Marty Turco      | Gardiens | Jean-Sébastien Giguère (40 min 0 s) Martin Gerber (20 min 0 s) |                                     | Arbitrage : Kerry Fraser Marc Joannette Scott Driscoll Brian Murphy |
| 12 min           | Pénalités | 4 min                                                          |                                     | Arbitrage : Kerry Fraser Marc Joannette Scott Driscoll Brian Murphy |
| 25               | Tirs | 15                                                             |                                     | Arbitrage : Kerry Fraser Marc Joannette Scott Driscoll Brian Murphy |

| 5 mai | Anaheim | 4-3 (0-1, 2-1, 2-1) | Dallas | Arrowhead Pond of Anaheim 17 174 spectateurs |

| Feuille de match       | Feuille de match | Feuille de match            | Feuille de match | Feuille de match                                                    |
| ---------------------- | --- | --------------------------- | --- | ------------------------------------------------------------------- |
|                        | Thomas (Ozoliņš, Rucchin) — 22 min 25 s (SN) Tchistov (Thomas, Krog) — 24 min 23 s Saleï (Thomas, Påhlsson) — 43 min 22 s Ozoliņš (Leclerc) — 58 min 54 s | 0-1 1-1 2-1 2-2 3-2 3-3 4-3 | Muller (Kapanen, Dimaio) — 5 min 10 s Kapanen (Dimaio, Matvichuk) — 34 min 20 s Morrow (Zoubov, Modano) — 54 min 49 s (SN) | Arbitrage : Paul Devorski Dan Marouelli Brad Lazarowich Mark Wheler |
| Jean-Sébastien Giguère | Gardiens | Marty Turco                 | | Arbitrage : Paul Devorski Dan Marouelli Brad Lazarowich Mark Wheler |
| 6 min                  | Pénalités | 6 min                       | | Arbitrage : Paul Devorski Dan Marouelli Brad Lazarowich Mark Wheler |
| 26                     | Tirs | 29                          | | Arbitrage : Paul Devorski Dan Marouelli Brad Lazarowich Mark Wheler |

#### Vancouver contre Minnesota
Minnesota gagne la série 4–3.
| 25 avril | Vancouver | 4-3 (pr) (0-1, 1-0, 2-2, 1-0) | Minnesota | General Motors Place 18 514 spectateurs |

| Feuille de match | Feuille de match | Feuille de match            | Feuille de match                                                                                               | Feuille de match                                                    |
| ---------------- | --- | --------------------------- | --- | ------------------------------------------------------------------- |
|                  | Jovanovski (Morrison, Ruutu) — 31 min 33 s (IN) Näslund — 51 min 12 s Cooke (Klatt, Näslund) — 59 min 58 s Klatt (D. Sedin, Salo) — 63 min 42 s (SN) | 0-1 1-1 1-2 1-3 2-3 3-3 4-3 | Žoltoks (Kuba, Ronning) — 17 min 8 s (SN) Walz (Gáborík, Stevenson) — 42 min 58 s Walz (Gáborík) — 48 min 11 s | Arbitrage : Marc Joannette Dan Marouelli Kevin Collins Bryan Murphy |
| Dan Cloutier     | Gardiens | Emmanuel Fernandez          | | Arbitrage : Marc Joannette Dan Marouelli Kevin Collins Bryan Murphy |
| 6 min            | Pénalités | 10 min                      | | Arbitrage : Marc Joannette Dan Marouelli Kevin Collins Bryan Murphy |
| 39               | Tirs | 21                          | | Arbitrage : Marc Joannette Dan Marouelli Kevin Collins Bryan Murphy |

| 27 avril | Vancouver | 2-3 (0-0, 1-1, 1-2) | Minnesota | General Motors Place 18 514 spectateurs |

| Feuille de match | Feuille de match                                                   | Feuille de match    | Feuille de match                                                                                         | Feuille de match                                                    |
| ---------------- | ------------------------------------------------------------------ | ------------------- | --- | ------------------------------------------------------------------- |
|                  | Jovanovski (Linden, Tchoubarov) — 37 min 18 s Öhlund — 58 min 28 s | 0-1 1-1 1-2 1-3 2-3 | Gáborík (Dupuis) — 24 min 40 s Žoltoks (Brunette, Kuba) — 41 min 2 s Walz (Gáborík, Dupuis) — 42 min 5 s | Arbitrage : Michael McGeough Dean Warren Kevin Collins Bryan Murphy |
| Dan Cloutier     | Gardiens                                                           | Dwayne Roloson      | | Arbitrage : Michael McGeough Dean Warren Kevin Collins Bryan Murphy |
| 32 min           | Pénalités                                                          | 32 min              | | Arbitrage : Michael McGeough Dean Warren Kevin Collins Bryan Murphy |
| 31               | Tirs                                                               | 18                  | | Arbitrage : Michael McGeough Dean Warren Kevin Collins Bryan Murphy |

| 29 avril | Minnesota | 2-3 (1-1, 1-2, 0-0) | Vancouver | Xcel Energy Center 19 394 spectateurs |

| Feuille de match | Feuille de match                                                             | Feuille de match    | Feuille de match | Feuille de match                                                 |
| ---------------- | ---------------------------------------------------------------------------- | ------------------- | --- | ---------------------------------------------------------------- |
|                  | Kuba (Dowd, Brunette) — 11 min 47 s (SN) Gáborík (Žoltoks) — 30 min 8 s (SN) | 0-1 1-1 1-2 2-2 2-3 | Morrison (Bertuzzi, Näslund) — 6 min 25 s (SN) Jovanovski (Morrison, Näslund) — 24 min 34 s (SN) D. Sedin (H. Sedin, Öhlund) — 32 min 33 s (SN) | Arbitrage : Stéphane Auger Don Koharski Mike Cvik Scott Driscoll |
| Dwayne Roloson   | Gardiens                                                                     | Dan Cloutier        | | Arbitrage : Stéphane Auger Don Koharski Mike Cvik Scott Driscoll |
| 19 min           | Pénalités                                                                    | 21 min              | | Arbitrage : Stéphane Auger Don Koharski Mike Cvik Scott Driscoll |
| 18               | Tirs                                                                         | 13                  | | Arbitrage : Stéphane Auger Don Koharski Mike Cvik Scott Driscoll |

| 2 mai | Minnesota | 2-3 (pr) (1-0, 0-0, 1-2, 0-1) | Vancouver | Xcel Energy Center 19 386 spectateurs |

| Feuille de match   | Feuille de match                                                                | Feuille de match    | Feuille de match | Feuille de match                                                  |
| ------------------ | ------------------------------------------------------------------------------- | ------------------- | --- | ----------------------------------------------------------------- |
|                    | Gáborík (Stevenson, Walz) — 19 min 22 s Gáborík (Walz, Stevenson) — 43 min 14 s | 1-0 1-1 2-1 2-2 2-3 | Cooke (Letowski, Baron) — 22 min 9 s Jovanovski (Sopel, Morrison) — 57 min 54 s Sopel (Näslund, Morrison) — 75 min 52 s (SN) | Arbitrage : Paul Devorski Kevin Pollock Mike Cvik Brad Lazarovich |
| Emmanuel Fernandez | Gardiens                                                                        | Dan Cloutier        | | Arbitrage : Paul Devorski Kevin Pollock Mike Cvik Brad Lazarovich |
| 14 min             | Pénalités                                                                       | 10 min              | | Arbitrage : Paul Devorski Kevin Pollock Mike Cvik Brad Lazarovich |
| 27                 | Tirs                                                                            | 30                  | | Arbitrage : Paul Devorski Kevin Pollock Mike Cvik Brad Lazarovich |

| 5 mai | Vancouver | 2-7 (1-1, 1-5, 0-1) | Minnesota | General Motors Place 18 514 spectateurs |

| Feuille de match                      | Feuille de match | Feuille de match                    | Feuille de match                                                              | Feuille de match                                                    |
| ------------------------------------- | --- | ----------------------------------- | ----------------------------------------------------------------------------- | ------------------------------------------------------------------- |
|                                       | Park (Dowd) — 3 min 20 s Ronning (Gáborík, Žoltoks) — 21 min 8 s (SN) Marshall (Brunette, Walz) — 27 min 44 s Brunette (Mitchell) — 30 min 16 s Gáborík (Stevenson, Walz) — 32 min 47 s Ronning — 36 min 7 s Walz — 56 min 20 s (IN) | 1-0 1-1 2-1 3-1 4-1 5-1 6-1 6-2 7-2 | Morrison (Näslund, Klatt) — 18 min 13 s H. Sedin (Baron, Klatt) — 39 min 17 s | Arbitrage : Kerry Fraser Don Van Massenhoven Mike Cvik Dan Schachte |
| Dan Cloutier Alex Auld (à 40 min 0 s) | Gardiens | Dwayne Roloson                      |                                                                               | Arbitrage : Kerry Fraser Don Van Massenhoven Mike Cvik Dan Schachte |
| 16 min                                | Pénalités | 12 min                              |                                                                               | Arbitrage : Kerry Fraser Don Van Massenhoven Mike Cvik Dan Schachte |
| 27                                    | Tirs | 26                                  |                                                                               | Arbitrage : Kerry Fraser Don Van Massenhoven Mike Cvik Dan Schachte |

| 7 mai | Minnesota | 5-1 (0-0, 2-0, 3-1) | Vancouver | Xcel Energy Center 19 350 spectateurs |

| Feuille de match | Feuille de match | Feuille de match        | Feuille de match                                  | Feuille de match                                                  |
| ---------------- | --- | ----------------------- | ------------------------------------------------- | ----------------------------------------------------------------- |
|                  | Brunette (Gáborík, Walz) — 25 min 22 s (SN) Sekeráš (Gáborík, Žoltoks) — 35 min 31 s (SN) Hendrickson (Laaksonen, Ronning) — 46 min 51 s Laaksonen (Ronning, Kuba) — 49 min 25 s Brunette (Ronning) — 50 min 37 s (SN) | 1-0 2-0 3-0 3-1 4-1 5-1 | Jovanovski (Näslund, Morrison) — 48 min 57 s (SN) | Arbitrage : Paul Devorski Stephen Walkom Scott Driscoll Tim Nowak |
| Dwayne Roloson   | Gardiens | Dan Cloutier            |                                                   | Arbitrage : Paul Devorski Stephen Walkom Scott Driscoll Tim Nowak |
| 14 min           | Pénalités | 16 min                  |                                                   | Arbitrage : Paul Devorski Stephen Walkom Scott Driscoll Tim Nowak |
| 23               | Tirs | 31                      |                                                   | Arbitrage : Paul Devorski Stephen Walkom Scott Driscoll Tim Nowak |

| 8 mai | Vancouver | 2-4 (0-0, 2-1, 0-3) | Minnesota | General Motors Place 18 514 spectateurs |

| Feuille de match | Feuille de match                                                             | Feuille de match        | Feuille de match | Feuille de match                                                    |
| ---------------- | ---------------------------------------------------------------------------- | ----------------------- | --- | ------------------------------------------------------------------- |
|                  | Öhlund (Sopel, Ruutu) — 31 min 29 s Bertuzzi (H. Sedin, Baron) — 32 min 30 s | 1-0 2-0 2-1 2-2 2-3 2-4 | Dupuis (Žoltoks) — 35 min 30 s Walz (Laaksonen, Schultz) — 48 min 5 s Hendrickson (Park, Ziouzine) — 54 min 48 s Dupuis (Žoltoks, Park) — 57 min 27 s (SN) | Arbitrage : Bill McCreary Kevin Pollock Brad Lazarowich Mark Wheler |
| Dan Cloutier     | Gardiens                                                                     | Dwayne Roloson          | | Arbitrage : Bill McCreary Kevin Pollock Brad Lazarowich Mark Wheler |
| 4 min            | Pénalités                                                                    | 0 min                   | | Arbitrage : Bill McCreary Kevin Pollock Brad Lazarowich Mark Wheler |
| 26               | Tirs                                                                         | 16                      | | Arbitrage : Bill McCreary Kevin Pollock Brad Lazarowich Mark Wheler |

### Finales d'association

#### Ottawa contre New Jersey
New Jersey gagne la série 4–3.
| 10 mai | Ottawa | 3-2 (pr) (2-0, 0-2, 0-0, 1-0) | New Jersey | Corel Centre 18 500 spectateurs |

| Feuille de match | Feuille de match | Feuille de match    | Feuille de match                                                                       | Feuille de match                                                      |
| ---------------- | --- | ------------------- | -------------------------------------------------------------------------------------- | --------------------------------------------------------------------- |
|                  | Neil (Arvedson, Smolinski) — 6 min 10 s White (Phillips, Fisher) — 7 min 23 s Van Allen (Havlát, Schaefer) — 63 min 8 s | 1-0 2-0 2-1 2-2 3-2 | Nieuwendyk (Friesen, Niedermayer) — 34 min 19 s Pandolfo (Langenbrunner) — 36 min 51 s | Arbitrage : Marc Joannette Dan Marouelli Kevin Collins Scott Driscoll |
| Patrick Lalime   | Gardiens | Martin Brodeur      |                                                                                        | Arbitrage : Marc Joannette Dan Marouelli Kevin Collins Scott Driscoll |
| 6 min            | Pénalités | 8 min               |                                                                                        | Arbitrage : Marc Joannette Dan Marouelli Kevin Collins Scott Driscoll |
| 30               | Tirs | 34                  |                                                                                        | Arbitrage : Marc Joannette Dan Marouelli Kevin Collins Scott Driscoll |

| 13 mai | Ottawa | 1-4 (0-2, 1-1, 0-1) | New Jersey | Corel Centre 18 500 spectateurs |

| Feuille de match | Feuille de match          | Feuille de match    | Feuille de match | Feuille de match                                                     |
| ---------------- | ------------------------- | ------------------- | --- | -------------------------------------------------------------------- |
|                  | Bonk (Hossa) — 22 min 2 s | 0-1 0-2 1-2 1-3 1-4 | Albelin (Gionta, Rhéaume) — 4 min 15 s Friesen (Nieuwendyk) — 17 min 21 s Madden (Pandolfo, White) — 36 min 33 s Pandolfo (Langenbrunner, Stevens) — 54 min 29 s | Arbitrage : Bill McCreary Kevin Pollock Kevin Collins Scott Driscoll |
| Patrick Lalime   | Gardiens                  | Martin Brodeur      | | Arbitrage : Bill McCreary Kevin Pollock Kevin Collins Scott Driscoll |
| 16 min           | Pénalités                 | 18 min              | | Arbitrage : Bill McCreary Kevin Pollock Kevin Collins Scott Driscoll |
| 31               | Tirs                      | 21                  | | Arbitrage : Bill McCreary Kevin Pollock Kevin Collins Scott Driscoll |

| 15 mai | New Jersey | 1-0 (1-0, 0-0, 0-0) | Ottawa | Continental Airlines Arena 19 040 spectateurs |

| Feuille de match | Feuille de match                 | Feuille de match | Feuille de match | Feuille de match                                              |
| ---------------- | -------------------------------- | ---------------- | ---------------- | ------------------------------------------------------------- |
|                  | Bryline (Rafalski) — 10 min 48 s | 1-0              |                  | Arbitrage : Kerry Fraser Brad Watson Brian Murphy Mark Wheler |
| Martin Brodeur   | Gardiens                         | Patrick Lalime   |                  | Arbitrage : Kerry Fraser Brad Watson Brian Murphy Mark Wheler |
| 4 min            | Pénalités                        | 8 min            |                  | Arbitrage : Kerry Fraser Brad Watson Brian Murphy Mark Wheler |
| 24               | Tirs                             | 24               |                  | Arbitrage : Kerry Fraser Brad Watson Brian Murphy Mark Wheler |

| 17 mai | New Jersey | 5-2 (1-1, 1-1, 3-0) | Ottawa | Continental Airlines Arena 19 040 spectateurs |

| Feuille de match | Feuille de match | Feuille de match            | Feuille de match                                                            | Feuille de match                                                 |
| ---------------- | --- | --------------------------- | --------------------------------------------------------------------------- | ---------------------------------------------------------------- |
|                  | Marshall (Eliáš, Niedermayer) — 7 min 21 s (SN) Pandolfo (Madden, Niedermayer) — 36 min 43 s Friesen (Rafalski, Nieuwendyk) — 40 min 41 s (SN) Eliáš (White) — 44 min 17 s Madden (Pandolfo, Rafalski) — 47 min 35 s (IN) | 1-0 1-1 1-2 2-2 3-2 4-2 5-2 | Rachůnek (Alfredsson) — 19 min 45 s Varaďa (Redden, Smolinski) — 27 min 8 s | Arbitrage : Don Koharski Stephen Walkom Brian Murphy Mark Wheler |
| Martin Brodeur   | Gardiens | Patrick Lalime              |                                                                             | Arbitrage : Don Koharski Stephen Walkom Brian Murphy Mark Wheler |
| 12 min           | Pénalités | 12 min                      |                                                                             | Arbitrage : Don Koharski Stephen Walkom Brian Murphy Mark Wheler |
| 20               | Tirs | 28                          |                                                                             | Arbitrage : Don Koharski Stephen Walkom Brian Murphy Mark Wheler |

| 19 mai | Ottawa | 3-1 (0-0, 1-1, 2-0) | New Jersey | Corel Centre 18 500 spectateurs |

| Feuille de match | Feuille de match | Feuille de match | Feuille de match                | Feuille de match                                                   |
| ---------------- | --- | ---------------- | ------------------------------- | ------------------------------------------------------------------ |
|                  | White (Arvedson) — 23 min 59 s (IN) Havlát (Schaefer, Spezza) — 47 min 59 s Spezza (Phillips, Chára) — 52 min 28 s (SN) | 1-0 1-1 2-1 3-1  | Stevens (Rhéaume) — 26 min 19 s | Arbitrage : Paul Devorski Kevin Pollock Brad Lazarowich Jean Morin |
| Patrick Lalime   | Gardiens | Martin Brodeur   |                                 | Arbitrage : Paul Devorski Kevin Pollock Brad Lazarowich Jean Morin |
| 6 min            | Pénalités | 14 min           |                                 | Arbitrage : Paul Devorski Kevin Pollock Brad Lazarowich Jean Morin |
| 18               | Tirs | 22               |                                 | Arbitrage : Paul Devorski Kevin Pollock Brad Lazarowich Jean Morin |

| 21 mai | New Jersey | 1-2 (pr) (0-0, 0-1, 1-0, 0-1) | Ottawa | Continental Airlines Arena 19 040 spectateurs |

| Feuille de match | Feuille de match                                     | Feuille de match | Feuille de match                                                                 | Feuille de match                                               |
| ---------------- | ---------------------------------------------------- | ---------------- | -------------------------------------------------------------------------------- | -------------------------------------------------------------- |
|                  | Nieuwendyk (Friesen, niedermayer) — 42 min 41 s (SN) | 0-1 1-1 1-2      | Bonk (Hossa, Rachůnek) — 37 min 49 s (SN) Phillips (Varaďa, Hossa) — 75 min 51 s | Arbitrage : Dan Marouelli Bill McCreary Brian Murphy Tim Nowak |
| Martin Brodeur   | Gardiens                                             | Patrick Lalime   |                                                                                  | Arbitrage : Dan Marouelli Bill McCreary Brian Murphy Tim Nowak |
| 12 min           | Pénalités                                            | 12 min           |                                                                                  | Arbitrage : Dan Marouelli Bill McCreary Brian Murphy Tim Nowak |
| 31               | Tirs                                                 | 34               |                                                                                  | Arbitrage : Dan Marouelli Bill McCreary Brian Murphy Tim Nowak |

| 23 mai | Ottawa | 2-3 (1-0, 0-2, 1-1) | New Jersey | Corel Centre 18 500 spectateurs |

| Feuille de match | Feuille de match                                                               | Feuille de match    | Feuille de match | Feuille de match                                                     |
| ---------------- | ------------------------------------------------------------------------------ | ------------------- | --- | -------------------------------------------------------------------- |
|                  | Arvedson (Havlát, Van Allen) — 3 min 33 s Bonk (Hossa, Rachůnek) — 41 min 53 s | 1-0 1-1 1-2 2-2 2-3 | Langenbrunner (Bryline, Niedermayer) — 23 min 52 s Langenbrunner — 25 min 46 s Friesen (Marshall, Madden) — 57 min 46 s | Arbitrage : Paul Devorski Bill McCreary Brad Lazarowich Brian Murphy |
| Patrick Lalime   | Gardiens                                                                       | Martin Brodeur      | | Arbitrage : Paul Devorski Bill McCreary Brad Lazarowich Brian Murphy |
| 4 min            | Pénalités                                                                      | 4 min               | | Arbitrage : Paul Devorski Bill McCreary Brad Lazarowich Brian Murphy |
| 26               | Tirs                                                                           | 27                  | | Arbitrage : Paul Devorski Bill McCreary Brad Lazarowich Brian Murphy |

#### Minnesota contre Anaheim
Anaheim gagne la série 4–0. Lors de la série, Jean-Sébastien Giguère, gardien d'Anaheim, enregistre 3 blanchissages consécutifs et n'est battu qu'une fois par un joueur de Minnesota après 212 minutes et 43 secondes d'invincibilité.
| 10 mai | Minnesota | 0-1 (2 pr) (0-0, 0-0, 0-0, 0-0, 0-1) | Anaheim | Xcel Energy Center 19 350 spectateurs |

| Feuille de match   | Feuille de match | Feuille de match       | Feuille de match                     | Feuille de match                                                |
| ------------------ | ---------------- | ---------------------- | ------------------------------------ | --------------------------------------------------------------- |
|                    |                  | 0-1                    | Sýkora (Leclerc, Oates) — 88 min 6 s | Arbitrage : Don Koharski Brad Watson Brad Lazarowich Jean Morin |
| Emmanuel Fernandez | Gardiens         | Jean-Sébastien Giguère |                                      | Arbitrage : Don Koharski Brad Watson Brad Lazarowich Jean Morin |
| 2 min              | Pénalités        | 10 min                 |                                      | Arbitrage : Don Koharski Brad Watson Brad Lazarowich Jean Morin |
| 39                 | Tirs             | 26                     |                                      | Arbitrage : Don Koharski Brad Watson Brad Lazarowich Jean Morin |

| 12 mai | Minnesota | 0-2 (0-0, 0-1, 0-1) | Anaheim | Xcel Energy Center 19 344 spectateurs |

| Feuille de match | Feuille de match | Feuille de match       | Feuille de match                                                         | Feuille de match                                                    |
| ---------------- | ---------------- | ---------------------- | ------------------------------------------------------------------------ | ------------------------------------------------------------------- |
|                  |                  | 0-1 0-2                | Sauer (Rucchin, Bylsma) — 27 min 24 s (IN) Niedermayer — 48 min 6 s (IN) | Arbitrage : Paul Devorski Stephen Walkom Brad Lazarowich Jean Morin |
| Dwayne Roloson   | Gardiens         | Jean-Sébastien Giguère |                                                                          | Arbitrage : Paul Devorski Stephen Walkom Brad Lazarowich Jean Morin |
| 6 min            | Pénalités        | 6 min                  |                                                                          | Arbitrage : Paul Devorski Stephen Walkom Brad Lazarowich Jean Morin |
| 24               | Tirs             | 22                     |                                                                          | Arbitrage : Paul Devorski Stephen Walkom Brad Lazarowich Jean Morin |

| 14 mai | Anaheim | 4-0 (1-0, 3-0, 0-0) | Minnesota | Arrowhead Pond of Anaheim 17 174 spectateurs |

| Feuille de match       | Feuille de match | Feuille de match                                              | Feuille de match | Feuille de match                                                |
| ---------------------- | --- | ------------------------------------------------------------- | ---------------- | --------------------------------------------------------------- |
|                        | Rucchin (Leclerc, Niedermayer) — 4 min 59 s Kariya (Oates, Sýkora) — 28 min 20 s Tchistov (Vichnevski, Påhlsson) — 32 min 16 s Kariya (Sýkora, Oates) — 33 min 51 s | 1-0 2-0 3-0 4-0                                               |                  | Arbitrage : Marc Joannette Dan Marouelli Tim Nowak Dan Schachte |
| Jean-Sébastien Giguère | Gardiens | Dwayne Roloson (32 min 16 s) Emmanuel Fernandez (27 min 44 s) |                  | Arbitrage : Marc Joannette Dan Marouelli Tim Nowak Dan Schachte |
| 10 min                 | Pénalités | 10 min                                                        |                  | Arbitrage : Marc Joannette Dan Marouelli Tim Nowak Dan Schachte |
| 32                     | Tirs | 35                                                            |                  | Arbitrage : Marc Joannette Dan Marouelli Tim Nowak Dan Schachte |

| 16 mai | Anaheim | 2-1 (1-1, 1-0, 0-0) | Minnesota | Arrowhead Pond of Anaheim 17 174 spectateurs |

| Feuille de match       | Feuille de match                                                                           | Feuille de match   | Feuille de match                               | Feuille de match                                               |
| ---------------------- | ------------------------------------------------------------------------------------------ | ------------------ | ---------------------------------------------- | -------------------------------------------------------------- |
|                        | Oates (Leclerc, Hävelid) — 8 min 30 s (SN) Oates (Niedermayer, Leclerc) — 29 min 31 s (SN) | 0-1 1-1 2-1        | Brunette (Ronning, Bouchard) — 4 min 37 s (SN) | Arbitrage : Bill McCreary Kevin Pollock Tim Nowak Dan Schachte |
| Jean-Sébastien Giguère | Gardiens                                                                                   | Emmanuel Fernandez |                                                | Arbitrage : Bill McCreary Kevin Pollock Tim Nowak Dan Schachte |
| 12 min                 | Pénalités                                                                                  | 10 min             |                                                | Arbitrage : Bill McCreary Kevin Pollock Tim Nowak Dan Schachte |
| 28                     | Tirs                                                                                       | 25                 |                                                | Arbitrage : Bill McCreary Kevin Pollock Tim Nowak Dan Schachte |

### Finale de la Coupe Stanley
Les Devils du New Jersey gagnent la Coupe Stanley 4 matchs à 3 et Giguère, d'Anaheim, remporte le trophée Conn-Smythe.
| 27 mai | New Jersey | 3-0 (0-0, 1-0, 2-0) | Anaheim | Continental Airlines Arena 19 040 spectateurs |

| Feuille de match | Feuille de match | Feuille de match       | Feuille de match | Feuille de match                                             |
| ---------------- | --- | ---------------------- | ---------------- | ------------------------------------------------------------ |
|                  | Friesen (Bryline, Gionta) — 21 min 45 s Marshall (Eliáš, Gomez) — 45 min 34 s Friesen (White, Brodeur) — 59 min 38 s | 1-0 2-0 3-0            |                  | Arbitrage : Dan Marouelli Brad Watson Brian Murphy Tim Nowak |
| Martin Brodeur   | Gardiens | Jean-Sébastien Giguère |                  | Arbitrage : Dan Marouelli Brad Watson Brian Murphy Tim Nowak |
| 4 min            | Pénalités | 2 min                  |                  | Arbitrage : Dan Marouelli Brad Watson Brian Murphy Tim Nowak |
| 30               | Tirs | 16                     |                  | Arbitrage : Dan Marouelli Brad Watson Brian Murphy Tim Nowak |

| 29 mai | New Jersey | 3-0 (0-0, 2-0, 1-0) | Anaheim | Continental Airlines Arena 19 040 spectateurs |

| Feuille de match | Feuille de match | Feuille de match       | Feuille de match | Feuille de match                                               |
| ---------------- | --- | ---------------------- | ---------------- | -------------------------------------------------------------- |
|                  | Eliáš (Tverdovski, Gomez) — 24 min 42 s (SN) Gomez (Tverdovski, Eliáš) — 32 min 11 s Friesen (Gionta, Niedermayer) — 44 min 22 s | 1-0 2-0 3-0            |                  | Arbitrage : Paul Devorski Bill McCreary Brian Murphy Tim Nowak |
| Martin Brodeur   | Gardiens | Jean-Sébastien Giguère |                  | Arbitrage : Paul Devorski Bill McCreary Brian Murphy Tim Nowak |
| 6 min            | Pénalités | 8 min                  |                  | Arbitrage : Paul Devorski Bill McCreary Brian Murphy Tim Nowak |
| 25               | Tirs | 16                     |                  | Arbitrage : Paul Devorski Bill McCreary Brian Murphy Tim Nowak |

| 31 mai | Anaheim | 3-2 (pr) (0-0, 2-1, 0-1, 1-0) | New Jersey | Arrowhead Pond of Anaheim 17 174 spectateurs |

| Feuille de match       | Feuille de match                                                                              | Feuille de match    | Feuille de match                                                                   | Feuille de match                                                    |
| ---------------------- | --------------------------------------------------------------------------------------------- | ------------------- | ---------------------------------------------------------------------------------- | ------------------------------------------------------------------- |
|                        | Chouinard (Ozoliņš) — 23 min 39 s Ozoliņš (Giguère) — 34 min 47 s Saleï (Oates) — 66 min 59 s | 1-0 1-1 2-1 2-2 3-2 | Eliáš (Langenbrunner, Rafalski) — 34 min 2 s Gomez (Marshall, Eliáš) — 49 min 11 s | Arbitrage : Dan Marouelli Bill McCreary Brad Lazarowich Mark Wheler |
| Jean-Sébastien Giguère | Gardiens                                                                                      | Martin Brodeur      |                                                                                    | Arbitrage : Dan Marouelli Bill McCreary Brad Lazarowich Mark Wheler |
| 10 min                 | Pénalités                                                                                     | 6 min               |                                                                                    | Arbitrage : Dan Marouelli Bill McCreary Brad Lazarowich Mark Wheler |
| 33                     | Tirs                                                                                          | 31                  |                                                                                    | Arbitrage : Dan Marouelli Bill McCreary Brad Lazarowich Mark Wheler |

| 2 juin | Anaheim | 1-0 (pr) (0-0, 0-0, 0-0, 1-0) | New Jersey | Arrowhead Pond of Anaheim 17 174 spectateurs |

| Feuille de match       | Feuille de match                         | Feuille de match | Feuille de match | Feuille de match                                                  |
| ---------------------- | ---------------------------------------- | ---------------- | ---------------- | ----------------------------------------------------------------- |
|                        | Thomas (Påhlsson, Ozoliņš) — 60 min 39 s | 1-0              |                  | Arbitrage : Dan Marouelli Brad Watson Brad Lazarowich Mark Wheler |
| Jean-Sébastien Giguère | Gardiens                                 | Martin Brodeur   |                  | Arbitrage : Dan Marouelli Brad Watson Brad Lazarowich Mark Wheler |
| 6 min                  | Pénalités                                | 2 min            |                  | Arbitrage : Dan Marouelli Brad Watson Brad Lazarowich Mark Wheler |
| 26                     | Tirs                                     | 26               |                  | Arbitrage : Dan Marouelli Brad Watson Brad Lazarowich Mark Wheler |

| 5 juin | New Jersey | 6-3 (2-2, 2-1, 2-0) | Anaheim | Continental Airlines Arena 19 040 spectateurs |

| Feuille de match | Feuille de match | Feuille de match                    | Feuille de match                                                                                          | Feuille de match                                               |
| ---------------- | --- | ----------------------------------- | --- | -------------------------------------------------------------- |
|                  | Rhéaume (Stevenson, Bryline) — 3 min 35 s Eliáš (Rafalski, Gomez) — 7 min 45 s (SN) Gionta (Pandolfo, Niedermayer) — 23 min 12 s Pandolfo (Gionta, Stevens) — 29 min 2 s Langenbrunner (Rupp, Niedermayer) — 45 min 39 s Langenbrunner (Gionta) — 52 min 52 s | 0-1 1-1 2-1 2-2 3-2 3-3 4-3 5-3 6-3 | Sýkora (Oates) — 42 s Rucchin (Sýkora, Kariya) — 12 min 50 s Påhlsson (Niedermayer, Carney) — 26 min 35 s | Arbitrage : Paul Devorski Bill McCreary Brian Murphy Tim Nowak |
| Martin Brodeur   | Gardiens | Jean-Sébastien Giguère              | | Arbitrage : Paul Devorski Bill McCreary Brian Murphy Tim Nowak |
| 6 min            | Pénalités | 12 min                              | | Arbitrage : Paul Devorski Bill McCreary Brian Murphy Tim Nowak |
| 37               | Tirs | 23                                  | | Arbitrage : Paul Devorski Bill McCreary Brian Murphy Tim Nowak |

| 7 juin | Anaheim | 5-2 (3-0, 1-1, 1-1) | New Jersey | Arrowhead Pond of Anaheim 17 174 spectateurs |

| Feuille de match       | Feuille de match | Feuille de match                            | Feuille de match                                                                      | Feuille de match                                                  |
| ---------------------- | --- | ------------------------------------------- | ------------------------------------------------------------------------------------- | ----------------------------------------------------------------- |
|                        | Rucchin (Kariya, Sýkora) — 4 min 26 s Rucchin (Leclerc, Niedermayer) — 13 min 42 s Thomas (Kariya, Carney) — 15 min 59 s (SN) Kariya (Sýkora, Oates) — 37 min 15 s Sýkora (Tchistov, Hävelid) — 43 min 57 s (SN) | 1-0 2-0 3-0 3-1 4-1 5-1 5-2                 | Pandolfo (Madden, Gionta) — 22 min 18 s Marshall (Rafalski, Eliáš) — 50 min 46 s (SN) | Arbitrage : Dan Marouelli Brad Watson Brad Lazarowich Mark Wheler |
| Jean-Sébastien Giguère | Gardiens | Martin Brodeur Corey Schwab (à 48 min 37 s) |                                                                                       | Arbitrage : Dan Marouelli Brad Watson Brad Lazarowich Mark Wheler |
| 10 min                 | Pénalités | 20 min                                      |                                                                                       | Arbitrage : Dan Marouelli Brad Watson Brad Lazarowich Mark Wheler |
| 24                     | Tirs | 28                                          |                                                                                       | Arbitrage : Dan Marouelli Brad Watson Brad Lazarowich Mark Wheler |

| 9 juin | New Jersey | 3-0 (0-0, 2-0, 1-0) | Anaheim | Continental Airlines Arena 19 040 spectateurs |

| Feuille de match | Feuille de match | Feuille de match       | Feuille de match | Feuille de match                                                     |
| ---------------- | --- | ---------------------- | ---------------- | -------------------------------------------------------------------- |
|                  | Rupp (Niedermayer, White) — 22 min 22 s Friesen (Rupp, Niedermayer) — 32 min 18 s Friesen (Rupp, Stevens) — 56 min 16 s | 1-0 2-0 3-0            |                  | Arbitrage : Dan Marouelli Bill McCreary Brad Lazarowich Brian Murphy |
| Martin Brodeur   | Gardiens | Jean-Sébastien Giguère |                  | Arbitrage : Dan Marouelli Bill McCreary Brad Lazarowich Brian Murphy |
| 2 min            | Pénalités | 4 min                  |                  | Arbitrage : Dan Marouelli Bill McCreary Brad Lazarowich Brian Murphy |
| 25               | Tirs | 24                     |                  | Arbitrage : Dan Marouelli Bill McCreary Brad Lazarowich Brian Murphy |

### Meilleurs pointeurs
| Joueur              | Équipe     | PJ | B  | A  | Pts |
| ------------------- | ---------- | -- | -- | -- | --- |
| Jamie Langenbrunner | New Jersey | 24 | 11 | 7  | 18  |
| Scott Niedermayer   | New Jersey | 24 | 2  | 16 | 18  |
| Marian Gaborik      | Minnesota  | 18 | 9  | 8  | 17  |
| John Madden         | New Jersey | 24 | 6  | 10 | 16  |
| Marian Hossa        | Ottawa     | 18 | 5  | 11 | 16  |
| Mike Modano         | Dallas     | 12 | 5  | 10 | 15  |
| Jeff Friesen        | New Jersey | 24 | 10 | 4  | 14  |
| Markus Näslund      | Vancouver  | 14 | 5  | 9  | 14  |
| Sergei Zubov        | Dallas     | 12 | 4  | 10 | 14  |
| Andrew Brunette     | Minnesota  | 18 | 7  | 6  | 13  |
| Wes Walz            | Minnesota  | 18 | 7  | 6  | 13  |

### Feuilles de match
Les feuilles de match sont issues du site officiel en français de la Ligue nationale de hockey : http://www.nhl.com

#### Quarts de finale d'association
1. ↑  Ottawa vs Islanders - 9/04/2003
2. ↑  Ottawa vs Islanders - 12/04/2003
3. ↑  Ottawa vs Islanders - 14/04/2003
4. ↑  Ottawa vs Islanders - 16/04/2003
5. ↑  Ottawa vs Islanders - 17/04/2003
6. ↑  New Jersey vs Boston - 9/04/2003
7. ↑  New Jersey vs Boston - 11/04/2003
8. ↑  New Jersey vs Boston - 13/04/2003
9. ↑  New Jersey vs Boston - 15/04/2003
10. ↑  New Jersey vs Boston - 17/04/2003
11. ↑  Tampa Bay vs Washington - 10/04/2003
12. ↑  Tampa Bay vs Washington - 12/04/2003
13. ↑  Tampa Bay vs Washington - 15/04/2003
14. ↑  Tampa Bay vs Washington - 16/04/2003
15. ↑  Tampa Bay vs Washington - 18/04/2003
16. ↑  Tampa Bay vs Washington - 20/04/2003
17. ↑  Philadelphie vs Toronto - 9/04/2003
18. ↑  Philadelphie vs Toronto - 11/04/2003
19. ↑  Philadelphie vs Toronto - 14/04/2003
20. ↑  Philadelphie vs Toronto - 16/04/2003
21. ↑  Philadelphie vs Toronto - 19/04/2003
22. ↑  Philadelphie vs Toronto - 21/04/2003
23. ↑  Philadelphie vs Toronto - 22/04/2003
24. ↑  Dallas vs Edmonton - 9/04/2003
25. ↑  Dallas vs Edmonton - 11/04/2003
26. ↑  Dallas vs Edmonton - 13/04/2003
27. ↑  Dallas vs Edmonton - 15/04/2003
28. ↑  Dallas vs Edmonton - 17/04/2003
29. ↑  Dallas vs Edmonton - 19/04/2003
30. ↑  Anaheim vs Détroit - 10/04/2003
31. ↑  Anaheim vs Détroit - 12/04/2003
32. ↑  Anaheim vs Détroit - 14/04/2003
33. ↑  Anaheim vs Détroit - 16/04/2003
34. ↑  Minnesota vs Colorado - 10/04/2003
35. ↑  Minnesota vs Colorado - 12/04/2003
36. ↑  Minnesota vs Colorado - 14/04/2003
37. ↑  Minnesota vs Colorado - 16/04/2003
38. ↑  Minnesota vs Colorado - 19/04/2003
39. ↑  Minnesota vs Colorado - 21/04/2003
40. ↑  Minnesota vs Colorado - 22/04/2003
41. ↑  Vancouver vs St-Louis - 10/04/2003
42. ↑  Vancouver vs St-Louis - 12/04/2003
43. ↑  Vancouver vs St-Louis - 14/04/2003
44. ↑  Vancouver vs St-Louis - 16/04/2003
45. ↑  Vancouver vs St-Louis - 18/04/2003
46. ↑  Vancouver vs St-Louis - 20/04/2003
47. ↑  Vancouver vs St-Louis - 22/04/2003

#### Demi-finales d'association
1. ↑  Ottawa vs Philadelphie - 25/04/2003
2. ↑  Ottawa vs Philadelphie - 27/04/2003
3. ↑  Ottawa vs Philadelphie - 29/04/2003
4. ↑  Ottawa vs Philadelphie - 1/05/2003
5. ↑  Ottawa vs Philadelphie - 3/05/2003
6. ↑  Ottawa vs Philadelphie - 5/05/2003
7. ↑  New Jersey vs Tampa Bay - 24/04/2003
8. ↑  New Jersey vs Tampa Bay - 26/04/2003
9. ↑  New Jersey vs Tampa Bay - 28/04/2003
10. ↑  New Jersey vs Tampa Bay - 30/04/2003
11. ↑  New Jersey vs Tampa Bay - 2/05/2003
12. ↑  Anaheim vs Dallas - 24/04/03
13. ↑  Anaheim vs Dallas - 26/04/03
14. ↑  Anaheim vs Dallas - 28/04/03
15. ↑  Anaheim vs Dallas - 30/04/03
16. ↑  Anaheim vs Dallas - 3/05/03
17. ↑  Anaheim vs Dallas - 5/05/03
18. ↑  Minnesota vs Vancouver 25/04/03
19. ↑  Minnesota vs Vancouver 27/04/03
20. ↑  Minnesota vs Vancouver 29/04/03
21. ↑  Minnesota vs Vancouver 2/05/03
22. ↑  Minnesota vs Vancouver 5/05/03
23. ↑  Minnesota vs Vancouver 7/05/03
24. ↑  Minnesota vs Vancouver 8/05/03

#### Finales d'association
1. ↑  New Jersey vs Ottawa - 10/05/03
2. ↑  New Jersey vs Ottawa - 13/05/03
3. ↑  New Jersey vs Ottawa - 15/05/03
4. ↑  New Jersey vs Ottawa - 17/05/03
5. ↑  New Jersey vs Ottawa - 19/05/03
6. ↑  New Jersey vs Ottawa - 21/05/03
7. ↑  New Jersey vs Ottawa - 23/05/03
8. ↑  Anaheim vs Minnesota - 10/05/03
9. ↑  Anaheim vs Minnesota - 12/05/03
10. ↑  Anaheim vs Minnesota - 14/05/03
11. ↑  Anaheim vs Minnesota - 16/05/03

#### Finale de la Coupe Stanley
1. ↑  New Jersey vs Anaheim - 27/05/03
2. ↑  New Jersey vs Anaheim - 29/05/03
3. ↑  New Jersey vs Anaheim - 31/05/03
4. ↑  New Jersey vs Anaheim - 2/06/03
5. ↑  New Jersey vs Anaheim - 5/06/03
6. ↑  New Jersey vs Anaheim - 7/06/03
7. ↑  New Jersey vs Anaheim - 9/06/03